# Unità militare navale

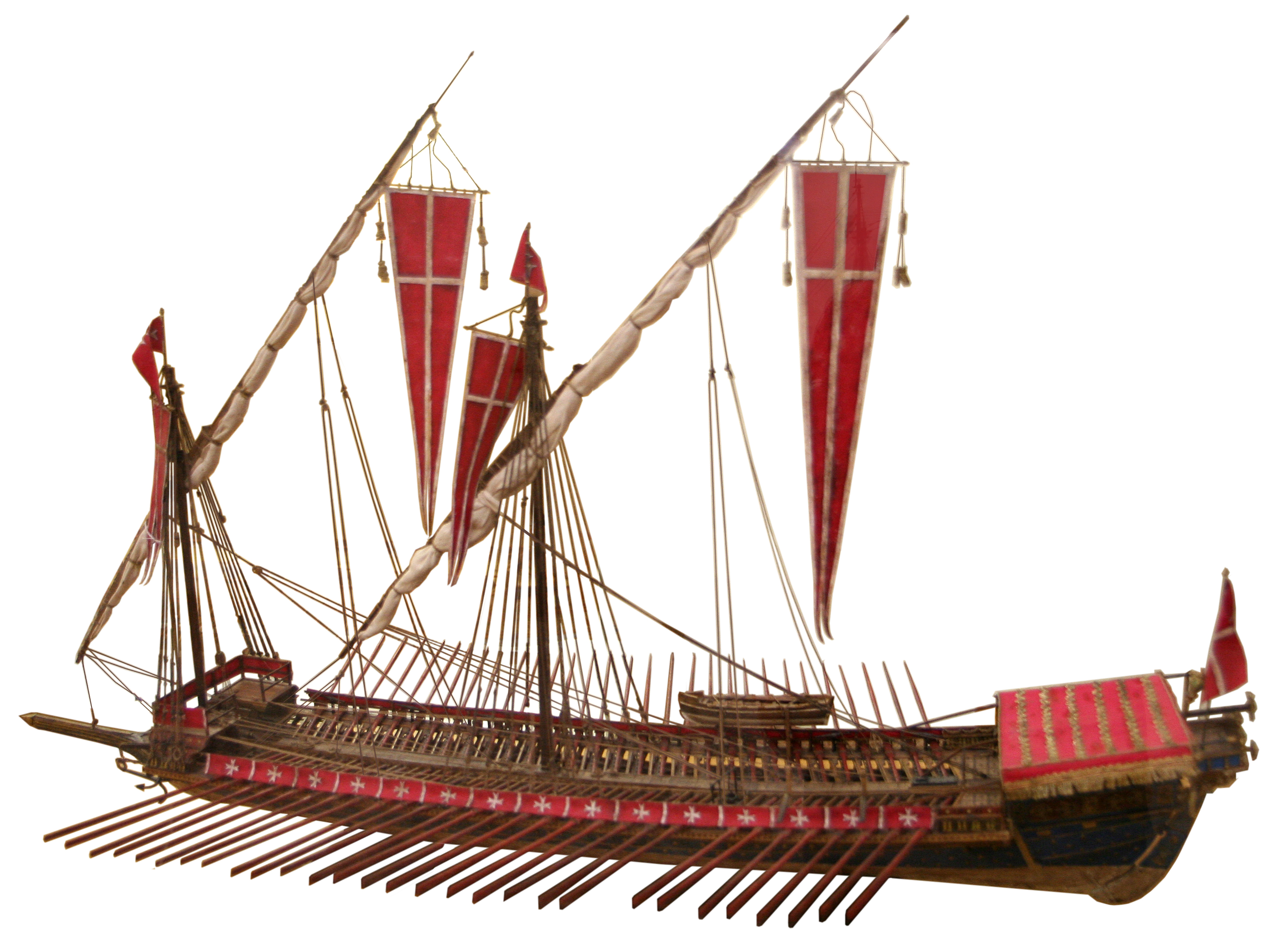
Modello in scala ridotta di una galea dei Cavalieri di Malta esposto nel Museo Storico Navale di Venezia.

Per unità militare navale si intende sia la singola nave sia un gruppo di navi, omogenee, come ad esempio una squadriglia di cacciatorpediniere, o disomogenee come una task force, al comando di un ufficiale superiore o ammiraglio. Le unità militari navali hanno avuto un'evoluzione organica più lenta delle unità militari terrestri, tuttavia le linee di sviluppo sono state analoghe, dettate principalmente dai progressi della tecnologia militare.
Questa tecnologia si è evoluta al passo con i materiali e la cultura della navigazione, che ha fornito all'uomo il mezzo per spostarsi velocemente ed economicamente sulle lunghe distanze e, come avviene ancor oggi, molte delle evoluzioni tecniche furono create in funzione delle esigenze militari. Di riflesso si è evoluta l'organizzazione, sia all'interno del singolo natante sia nella messa in relazione in modo efficace di gruppi di imbarcazioni, omogenei o meno, attraverso la creazione di squadre, flotte e specializzazioni di uomini e mezzi.
All'uso della forza muscolare come mezzo propulsivo si è sostituita poi la forza del vento, per la quale sono state create macchine assai complesse, nelle quali le esigenze della navigazione dovevano sposarsi con il potenziale offensivo. Infine, il motore meccanico ha permesso di svincolarsi dalla forza del vento e di creare mezzi che potessero andare anche sotto la superficie, anche con l'uso dell'energia nucleare.

## Propulsione a remi
Le navi a remi furono le prime unità navali utilizzate. In generale, la caratteristica delle navi con questo tipo di propulsione era quella di essere piuttosto veloci ed estremamente manovrabili. In questa fase storica, le navi usavano come mezzo di propulsione principale la forza umana, ossia i remi. Le vele, quadrate, pur essendo presenti, avevano solo una funzione ausiliaria e non erano di fatto utilizzate per le fasi di scontro, non essendo in grado per la loro geometria di garantire la manovrabilità necessaria a un'azione bellica efficace.
Si trattava di navi che avevano però una lunga serie di limitazioni operative: a causa della loro forma, lunga e sottile, erano poco stabili e potevano facilmente rimanere vittime delle tempeste. Quindi, il loro utilizzo era possibile, in linea di massima, solo durante la bella stagione, e prevalentemente in una navigazione di cabotaggio. Un altro limite era che non erano adatte alle lunghe navigazioni, a causa delle ridotte dimensioni della stiva: infatti, una grossa parte dello spazio era occupato dai rematori. Vi era quindi la necessità di approdi frequenti per l'approvvigionamento. Anche l'armamento imbarcabile, in genere, non era molto numeroso.
Dunque, le navi a remi erano sostanzialmente inadatte alla navigazione oceanica, e furono rapidamente soppiantate dalle navi a vela, quando il centro dei commerci si spostò dal mar Mediterraneo all'oceano Atlantico. L'utilizzo delle navi a remi continuò soprattutto nel Mediterraneo, che per le sue caratteristiche di mare chiuso con le coste ricche di insenature risultava più adatto a questo tipo di unità. La Serenissima fu l'ultimo Paese ad avere in servizio navi di questo tipo: una squadra di galee, che vennero utilizzate anche da Napoleone per invadere l'Egitto.

### Origini delle flotte
L'unità militare base è stata, da sempre, la nave sotto il comando di un "comandante", figura che si è presumibilmente formata assai rapidamente man mano che le imbarcazioni aumentavano in complessità, anche se esistono civiltà marinare, anche notevolmente complesse, in cui il comando di un'unità navale è condiviso tra più persone, per esempio un timoniere-comandante delle operazioni marittime e un comandante per il combattimento.
Ancora nell'epoca protostorica, come indicato già dall'Odissea, le navi avevano una persona che era responsabile per le azioni di tutto l'equipaggio, su cui quindi aveva un potere estremamente elevato. Tutto questo dovette necessariamente avere un'evoluzione quando le navi cominciarono ad operare non più isolatamente ma come gruppi più o meno omogenei, per cui nacque la flotta.
Non è chiaro chi furono i primi grandi navigatori. Comunque, sappiamo grazie ai ritrovamenti archeologici, che gli egizi avevano acquisito una notevole perizia nelle costruzioni navali (come nel caso delle “navi solari”, scoperte nel 1955, una delle quali era lunga 40 metri). Comunque, grandi navigatori d'altura furono senz'altro i cretesi ed i fenici. In particolare, pare che sia dovuta proprio a questi ultimi la prima nave da guerra vera e propria: la bireme, da cui poi derivò la trireme. Questi popoli, molto probabilmente, avevano delle notevoli formazioni navali, anche se non abbiamo alcuna notizia di eventuali forme di organizzazione interne.
L'inizio delle operazioni navali è successivo allo sviluppo delle flotte, che inizialmente sotto il profilo militare avevano solo la funzione di trasportare i fanti attraverso gli ostacoli posti dall'acqua. Quando fu inventato il rostro le navi cominciarono ad avere funzioni belliche contro le navi nemiche e, dato che l'armamento era esclusivamente in caccia, una flotta doveva operare in linea di rilevamento. A questo punto, per permettere alle navi di operare in modo coordinato, la flotta dovette essere suddivisa in squadre, dato che il comandante della flotta non era in grado di trasmettere i suoi ordini a navi che in alcuni casi erano distanti oltre un chilometro.

### I Greci

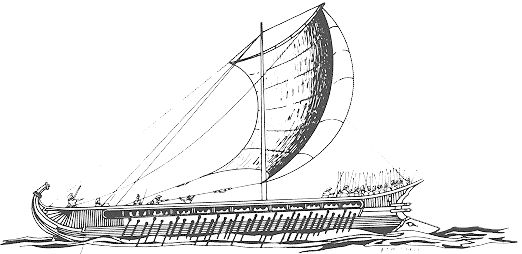
Trireme greca

La divisione in squadre avvenne inizialmente su base etnica.
Erodoto descrive la flotta greca di Salamina sulla base delle città-Stato che avevano fornito navi, anche se si può supporre che gli Ateniesi, che avevano 180 navi, presentassero diverse squadre. Tuttavia all'atto dello scontro vero e proprio le squadre, una volta entrate in battaglia, non erano più gestibili tatticamente. Non appena arrivate a contatto con la flotta nemica le squadre perdevano coesione, come dimostra, per esempio, l'episodio della regina Artemisia I, che, nel corso della battaglia di Salamina del 480 a.C., serrata sotto da una triremi ateniese, si gettò su un'altra nave persiana, affondandola. In seguito a questa azione la nave attica cessò l'inseguimento (ritenendola una nave greca) e Serse le tributò alte lodi (ritenendo greca la nave affondata). La conclusione che si può trarre è che, per avere una tale serie di cattive comprensioni della situazione reale, l'ordine di battaglia in quel momento era stato completamente perso. D'altra parte Erodoto stesso, appena prima di indicare l'episodio di Artemisia, osserva che i greci combattevano «in bell'ordine e disposti per squadre».
Nel corso della guerra del Peloponneso Atene mise in acqua una flotta che, all'epoca della spedizione in Sicilia, contava più di 100 navi: 60 da battaglia e 40 per il trasporto degli opliti, più 34 alleate, e due pentecontera e successivamente 73 di rinforzo. Tuttavia, dopo il disastro di Sircusa e soprattutto dopo l'escuziione dei comandanti della flotta dopo la battaglia delle Arginuse (406 aC), la catena di comando aveva sensibilmente peggiorato le sue prestazioni: basti pensare all'episodio degli Egospotami (405 a.C.), in cui la flotta ateniese - che aveva la tradizione navale più consolidata della Grecia - fu completamente distrutta dalla flotta spartana senza neppure riuscire a prendere il mare con un numero significativo di navi.

### L'impero romano e il declino della flotta militare
I primi tentativi di Roma di assurgere al ruolo di potenza navale (malgrado la vittoriosa impresa di Gaio Duilio alla battaglia di Milazzo del 260 a.C. contro la potente flotta cartaginese) si conclusero in disastri, con la perdita in alcuni casi di centinaia di navi e decine di migliaia di uomini. La flotta romana però crebbe in esperienza, anche grazie all'attento studio della tecnologia cartaginese, approfittando delle navi catturate o naufragate e, dopo la sconfitta di Cartagine, Roma divenne la dominatrice incontrastata del Mediterraneo.
Le operazioni più impegnative divennero le campagne contro i pirati, nonché la battaglia della Manica nell'ambito della Conquista della Gallia da parte di Cesare, combattuta e vinta dai Romani contro la flotta dei Veneti, e le azioni condotte nel corso delle guerre civili. In particolare, ricordiamo la vittoria nella battaglia di Azio, considerata l'ultima vera battaglia navale dell'antichità.
In epoca imperiale (quindi tra il I secolo a.C. e il IV secolo) la flotta romana era organizzata su due flotte principali e nove provinciali. Le flotte principali erano basate a Miseno e Ravenna, ed avevano il compito di controllare tutto il mar Mediterraneo. Nello specifico, la flotta con base a Miseno era quella principale ed aveva la responsabilità del Mediterraneo occidentale, mentre quella con base a Ravenna aveva il compito di controllare il Mediterraneo orientale. Ognuna era comandata da un prefetto di ordine equestre (il prefetto di Miseno era di grado superiore rispetto a quello di Ravenna). In ogni base era presente una legione addestrata ad operare congiuntamente con le navi, con la funzione di svolgere le operazioni a terra una volta trasferita nel punto di crisi. Sempre dalla stessa fonte sappiamo che le due flotte avevano due comandi indipendenti e che ognuna era composta da sei squadre (una per ogni coorte della legione) da cui dipendevano direttamente i comandanti delle singole navi. Entrambe le flotte, nel 330, vennero trasferite a Costantinopoli. Le flotte provinciali, invece, avevano più che altro compiti di controllo dei litorali e dei fiumi posti ai confini dell'impero.
Dopo la fine dell'Impero Romano d'Occidente, nel 476 d.C., la flotta venne lasciata in abbandono, e le potenti basi (prima fra tutte quella di Miseno) andarono in rovina insieme all'arte cantieristica accumulata.

### I Sassoni e i Vichinghi
I Vichinghi, dall'VIII secolo, iniziarono le loro scorrerie per mare, che si protrassero fino all'XI secolo. Le loro navi da guerra, i drakkar, apparivano all'improvviso sulle coste per fare razzie e solo in alcuni casi per creare insediamenti stanziali. Per quanto fossero capaci di navigazione a lungo raggio, le loro flotte non erano organiche, e non dovettero mai affrontare altre minacce sul mare.
La conquista dell'Inghilterra, culminata nella battaglia di Hastings, fu effettuata dai Normanni - che combatterono però dopo essere semplicemente sbarcati dalla loro flotta, contro i Sassoni, ma non vide manovre navali decisive. In realtà la flotta sassone non era assolutamente uno strumento di dominio del mare.

### Gli Arabi
La marineria araba si pensa sia stata per lo più attenta al commercio e alla guerra di corsa più che all'uso delle navi e delle flotte come strumenti di potere militare. In realtà già all'epoca in cui era wali della Siria, il futuro primo califfo omayyade Mu'awiya ibn Abi Sufyan organizzò una spedizione navale contro i Bizantini del basileus Costante, affidandone il comando a Mu‘āwiya b. Abī Sarḥ che inflisse nel 652 all'orgogliosa marineria bizantina (che fino ad allora aveva espresso una indiscussa talassocrazia nei settori occidentale, centrale e orientale del Mar Mediterraneo) una netta sconfitta nella cosiddetta battaglia di Dhāt al-ṣawārī (lett. "Quella degli alberi (delle navi)", a causa del gran numero di scafi presenti, che nella storia bizantina viene ricordata però come battaglia di Phoenix.
La straordinaria capacità cantieristica e l'abilità dei marinai musulmani non deve destare stupore. L'Islam aveva infatti conquistato le regioni della Siria-Palestina, dell'Egitto e del Nordafrica, in cui le secolari abilità cantieristiche dell'antico elemento fenicio e quella dell'elemento greco, copto e persiano (importanti maestranze furono trasferite a Tiro e ad Acri) s'erano sostanzialmente mantenute.

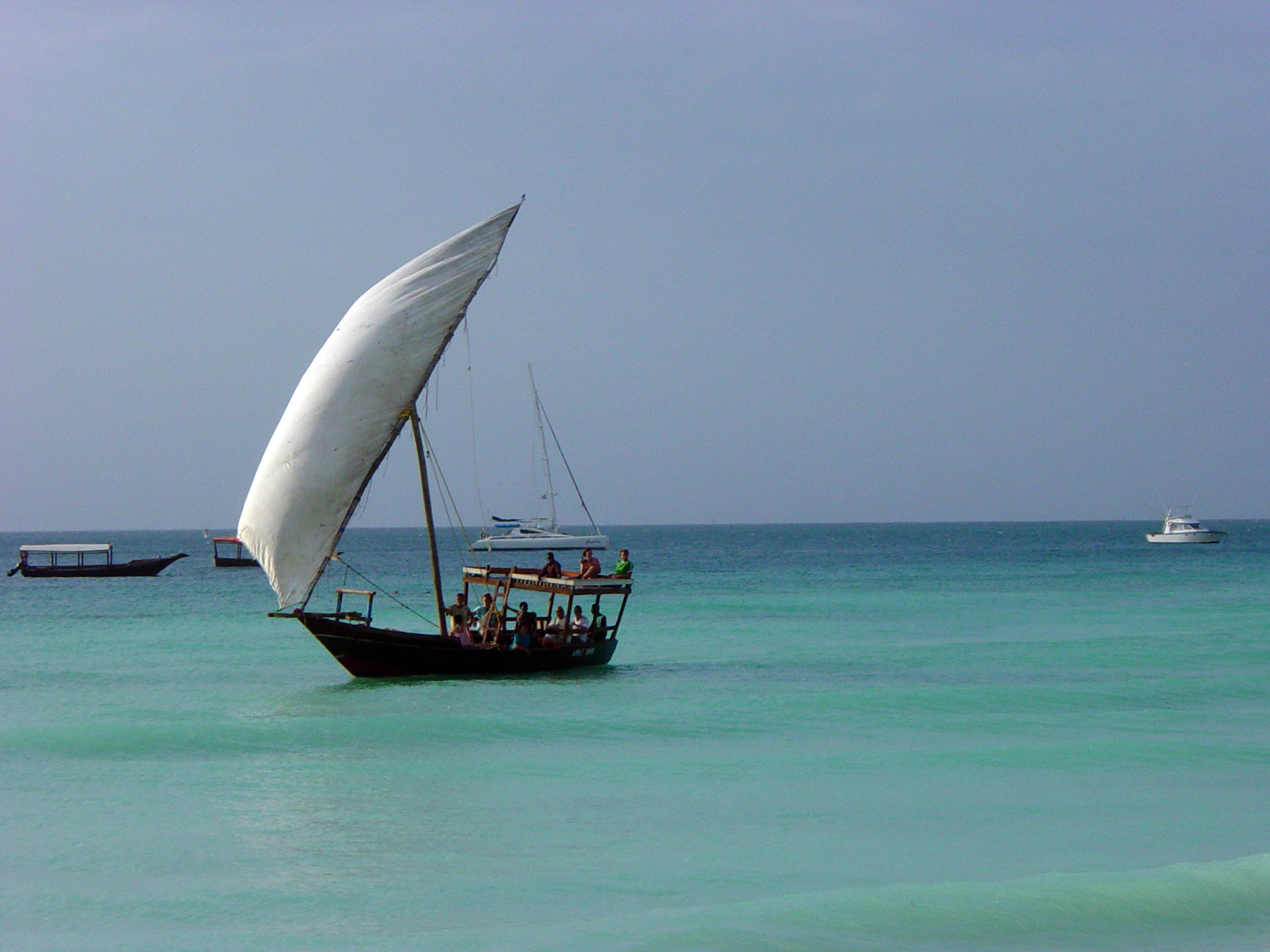
Dhow nei pressi di Dar es Salaam, Tanzania.

I dhow - le imbarcazioni d'altura costruite dall'elemento arabo-musulmano - di dimensioni rispettabili coi loro 25 metri circa di lunghezza e le 100 tonnellate di stazza, saranno solo in parte il modello delle imbarcazioni più tarde che, armate di cannoni, divennero un fondamentale strumento di guerra e di conquista.
Già dall'VIII secolo le galee arabe nel Mediterraneo erano diventate una temibile realtà, anche se la superiorità bizantina non fu messa in forse fino al IX-X secolo.
Con veloci azioni le navi musulmane presero a scorrazzare lungo le coste europee, facendo bottino e schiavi con i quali (contrariamente a quanto si crede) raramente si assicuravano la propulsione delle navi stesse, preferendo invece di norma pagare i rematori (non diversamente da Venezia con le sue buonevoglie) al fine di contare sul loro massimo impegno in caso di grave pericolo. Non abbiamo però notizie relative allo sviluppo delle tattiche di combattimento di squadra, né di particolari tecnologie belliche che - con l'eccezione del fuoco greco che rimase "segreto di stato" gelosamente custodito da Bisanzio - non differivano granché da quelle delle marinerie cristiane coeve.
Pur mantenendo i Bizantini un'ottima capacità marinara, la superiorità islamica cominciò a mostrarsi nel X secolo, grazie anche all'uso di strumentazioni di bordo ad alto contenuto tecnologico: astrolabi, bussole, portolani e carte nautiche di grande precisione e affidabilità aiutarono non poco le navi musulmane a spingersi nel Mar Mediterraneo e nell'oceano Indiano e persino oceano Atlantico. Non molti conoscono in proposito, solo per fare qualche nome, le grandi capacità nel XV secolo di Aḥmad b. Mājid al-Najdī e dell'ammiraglio turco-ottomano Piri Reìs, che peraltro costituirono esempi tutt'altro che rari.
L'uso della bussola è attestato già nel XIII secolo. La prima testimonianza proviene dal Libro del tesoro dei mercanti, scritto da un certo Baylak al-Kibjaki al Il Cairo verso il 1282 Dal momento che l'autore afferma di aver visto l'uso della bussola in un viaggio in mare già 40 anni prima, alcuni studiosi sono ovviamente portati a fissare la prima comparsa dello strumento su navi musulmane a una data precedente. Inoltre, un racconto persiano relativo alla navigazione islamica nell'Oceano Indiano in cui si parla di una sorta di bussola con ago a forma di pesce, sposta la data al 1232.

### I Veneziani

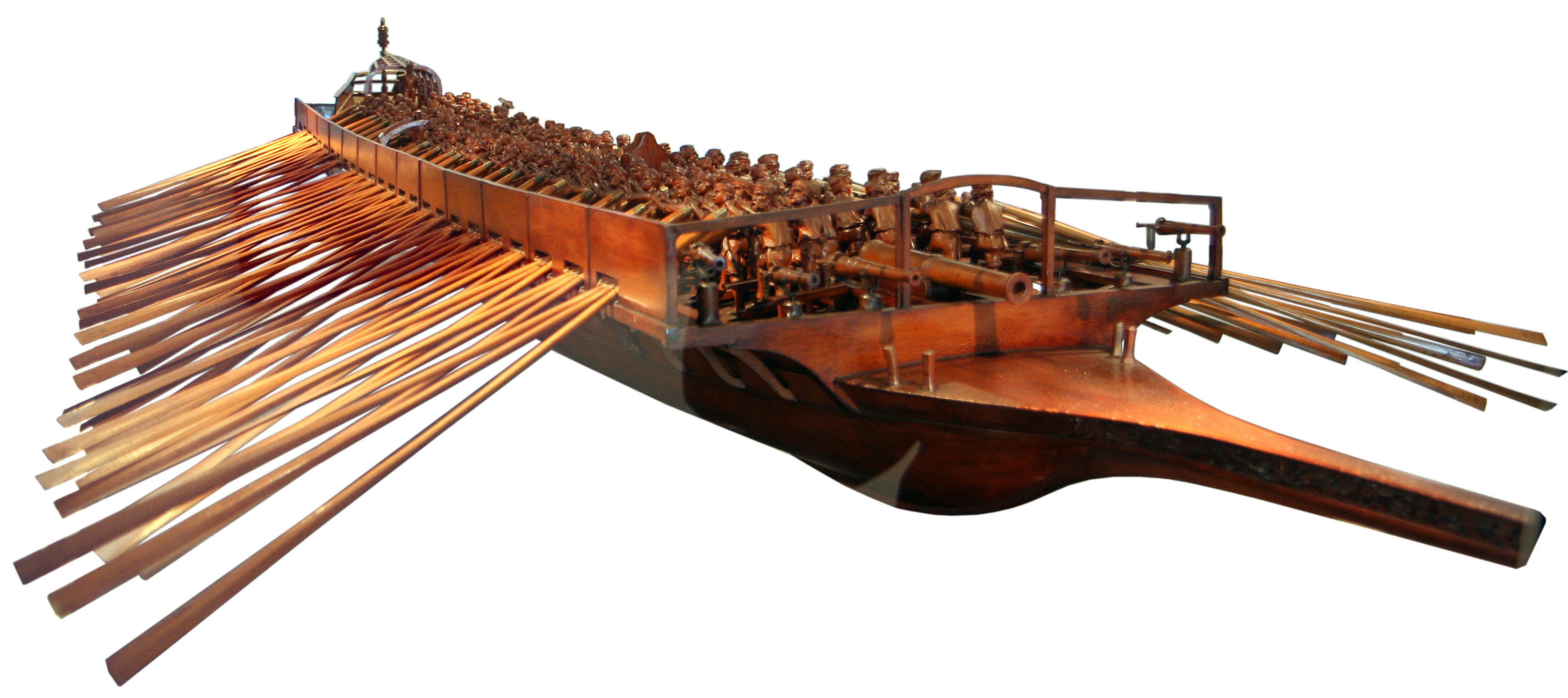
Ricostruzione di una galea sottile veneziana al Museo Storico Navale di Venezia.

I Veneziani raggiunsero il vertice nella cantieristica navale, soprattutto nella costruzione di galee. Le galee medievali, il nerbo della loro marina, erano lunghe 40 metri e larghe 7; i remi rendevano le fiancate vulnerabili e quindi le galee preferivano un attacco di punta sul lato delle navi avversarie per spaccare remi e scafo e poi abbordarle, e le navi veneziane erano anche famose per i loro enormi rostri. Nel '400 le galee trasportavano già due pezzi a retrocarica detti serpentine, e una galea sperimentò perfino una "grande bombarda", ma la bocca da fuoco si surriscaldò ed esplose. Nel cinquecento le galee erano armate di un cannone da 60 libbre anti nave con una gittata massima di tre chilometri e 17 bocche anti uomo. Tuttavia, nonostante il potenziale bellico di queste navi gli abbordaggi continuavano ad essere la strategia principale, innanzitutto per la difficoltà di puntamento (bisognava far ruotare l'intera nave); in sostanza i cannoni sparavano una salva e poi l'equipaggio si lanciava all'abbordaggio. In seguito i veneziani iniziarono a sviluppare un nuovo tipo di nave: la galeazza. Inizialmente venne costruita una quinquereme (cioè a 5 ordini di remi), la nave di legno più grande mai costruita dopo la dexeris (a 10 ordini) romana. Lunga 74 metri e larga 11, era poco maneggevole, quindi venne snellita divenendo lunga 50-60 metri e larga 10-15 metri ed era armata con otto cannoni pesanti disposti sui castelli e sulle fiancate, e innumerevoli cannoni minori. A Lepanto 6 galeazze, agendo come gli elefanti di Annibale, penetrarono nelle linee turche affondando 60 galee. In quell'occasione le navi cristiane, comprese le galeazze, erano dotate di reti antiarrembaggio, che, montate su piccole catapulte o lanciate da più uomini, intrappolavavano la fanteria avversaria.

### Gli Ottomani

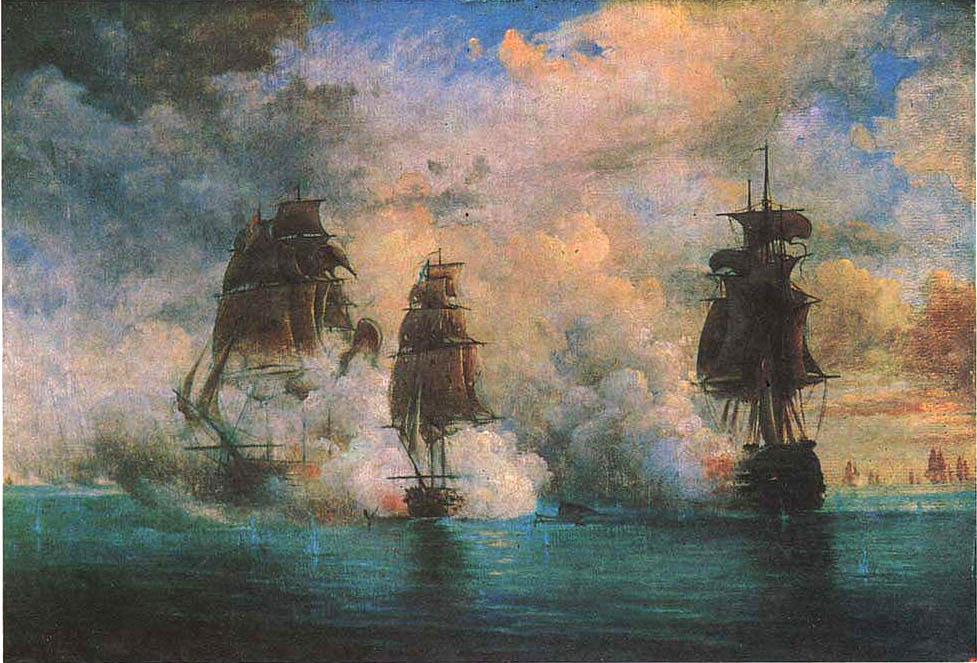
Uno scontro fra la fregata Mercury e due vascelli turco-ottomani

L'Impero ottomano, teso alla conquista dell'Europa, ebbe una sua flotta militare, senz'altro all'altezza delle marinerie cristiane, tipo quelle delle Repubbliche Marinare, come dimostra la battaglia di Prevesa del 1538. La più grande battaglia che vide coinvolta una flotta turca è senz'altro la Battaglia di Lepanto. In essa la flotta cristiana era organizzata su un centro e due ali (con comandi indipendenti). Risolutivo fu l'insuperabile baluardo costituito delle sei galeazze veneziane al centro dello schieramento, che con i loro cannoni (montati in caccia) spezzarono la linea della flotta ottomana in avvicinamento. Comunque, molto importanti furono anche il ruolo svolto da Gianandrea Doria (una manovra inattesa condotta alle spalle dello schieramento ottomano, sulla quale permangono tuttavia numerosi dubbi e inquietanti interrogativi) e, soprattutto, la superiorità tecnologica dei cannoni (ed in generale degli armamenti) in dotazione alla flotta cristiana. Occorre ricordare che la battaglia di Lepanto fu l'ultimo grande scontro navale combattuto esclusivamente con navi a remi.
Nel 1500 iniziano ad essere imbarcate sulle navi le prime artiglierie. Si trattava di pezzi estremamente rudimentali e piuttosto grossi, che andavano utilizzati con una certa attenzione (ad esempio: sparare con tutti i cannoni insieme poteva provocare seri danni strutturali alla nave). Inoltre, non potevano essere imbarcate in gran numero sulle galee, per il fatto che avrebbero intralciato lo svolgimento delle normali operazioni di bordo e, soprattutto, su una nave con propulsione a remi le artiglierie potevano essere montate unicamente in caccia, mentre quelle su navi a vela puntate verso la direzione di poppa erano dette in ritirata o in fuga. Sulle navi a remi non era possibile avere armi poste in ritirata, che avrebbero intralciato l'azione del timoniere, il quale agiva attraverso un remo di governo, a meno di non avere una torre sulla quale disporle, come nelle quadriremi romane.

## Propulsione a vela
Con l'avvento della propulsione a vela (le caracche del XV secolo ed i galeoni del XVI e XVII secolo) come motore principale di una nave da guerra, si ebbe la possibilità di riposizionare l'armamento, che a questo punto era basato su armi da fuoco, anche se l'inglese William Congreve fece esperimenti con navi lanciarazzi durante le guerre napoleoniche (fine del XVIII secolo - inizio del XIX secolo). Pertanto l'armamento venne riposizionato sulle fiancate, a parte le eccezioni descritte alla fine del paragrafo precedente sui pezzi in caccia e in ritirata.

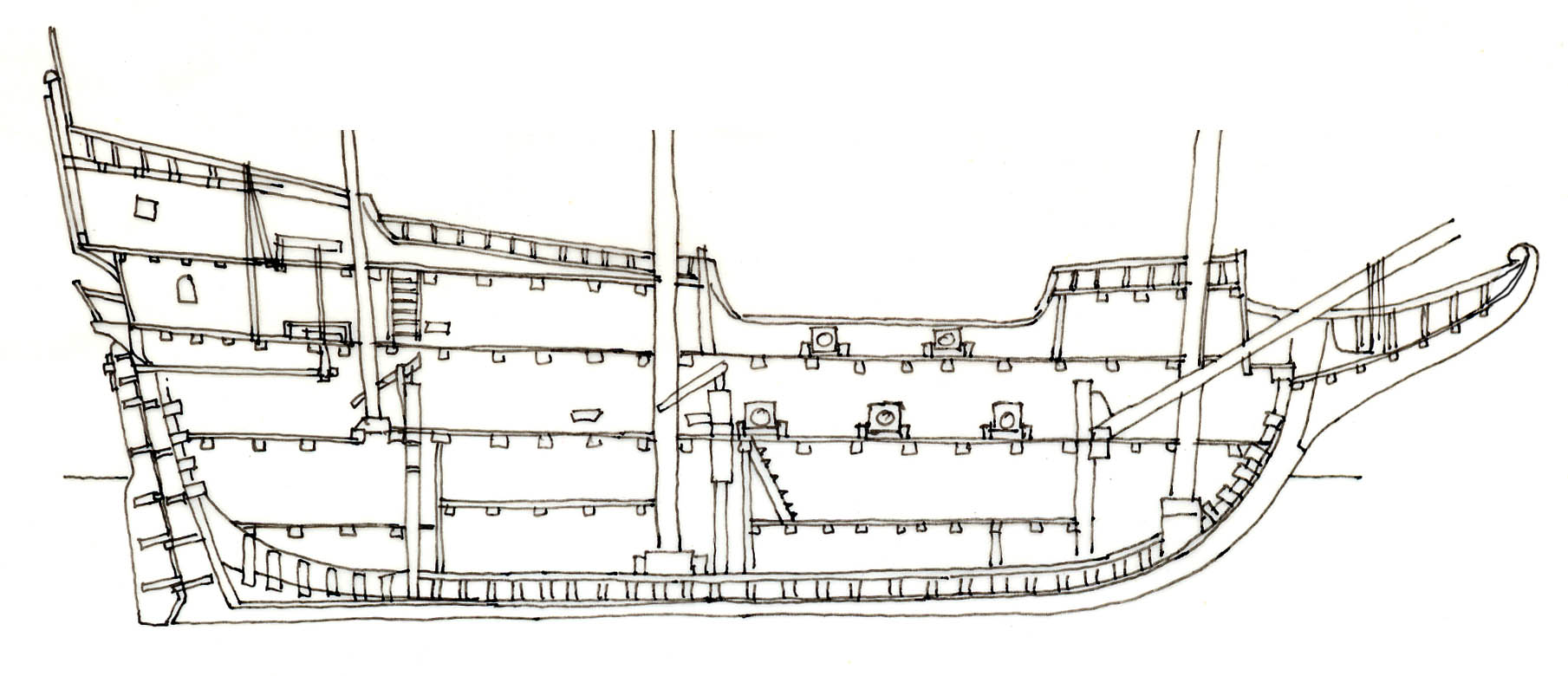
Impostazione tipica di un galeone del XVI secolo. Si possono osservare i diversi ordini di ponti, dal basso verso l'alto si trovano le sentine, dove veniva normalmente posizionata la zavorra equilibratrice di sabbia e pietre, i ponti di stiva, dove si caricavano le merci e materiali di ricambio, il primo ponte di batteria, il ponte di coperta ed i castelli. Da notare le pompe di sentina che servivano per svuotare lo scafo da eventuali infiltrazioni d'acqua.

Nella propulsione a vela si ha un'importante distinzione nella classificazione delle imbarcazioni; infatti, la generica espressione nave in realtà indica solo le imbarcazioni con tre alberi e vele quadre, mentre tutte le altre con vele latine, auriche o miste sono definite in modi specifici. È un fatto però che corvette, fregate e vascelli sono tutte di norma unità a vele quadre, perché garantiscono il miglior rapporto tra consistenza dell'equipaggio e forza motrice fornita.
(Chabaud-Arnault, Revue Maritime et Coloniale, 1885, citato da A.T. Mahan, op. cit., Cap II, pp. 147-148)
Nel corso dell'epoca che va dalla metà del XVII secolo alla metà del XIX secolo le navi da guerra vennero mosse praticamente solo a vela con la maggior parte dei cannoni sui due bordi; sul castello e sul cassero spesso venivano usate le carronate, in numero sempre limitato nei confronti dei cannoni, perché essendo corte e più leggere dei cannoni, non facevano alzare il baricentro della nave; in caccia o in ritirata si usavano cannoni lunghi di calibro inferiore, come quelli da 9 libbre sulle fregate e da 12 libbre sui vascelli, in modo da colpire efficacemente a lunga distanza durante un inseguimento aste e sartiame del nemico. Sulle navi a più ponti, il ponte superiore portava di norma cannoni più leggeri, ed i cannoni pesanti (da 24 a 32 o 36 libbre per un vascello di prima classe) venivano posti sui ponti inferiori, sempre per ragioni di baricentro. Il problema in caso di mare mosso era che non si potevano aprire i portelli sottovento del ponte inferiore, per non imbarcare acqua e rischiare l'affondamento. Per quanto riguarda le carronate, venivano servite da un numero nettamente inferiore di uomini, ma potevano scagliare anche palle da 68 libbre (come sulla HMS Victory), ma ad una gittata e con una precisione nettamente inferiore a quella dei cannoni.
In questo modo le navi operavano con la massima efficacia in linea di fila, dato che qualsiasi altra formazione avrebbe limitato il campo di tiro di una o più navi. Per questo motivo le navi da guerra che operavano nella flotta erano indicate come "navi di linea". Praticamente in questo modo le flotte operavano come un tutto unico, anche se, per motivi pratici, erano divise in avanguardia, centro e retroguardia, con ogni sezione di norma affidata ad un ammiraglio, tuttavia, la formazione stessa impediva ai comandanti subordinati operazioni totalmente autonome, che spesso, se effettuate, mettevano in pericolo l'intera flotta. In particolare nella Royal Navy, che arrivò a contare fino a 600 navi tra vascelli, fregate, corvette e sloop-of-war, le tre squadre avevano insegne diverse, con i colori blu bianco e rosso (nell'ordine) a distinguere la flotta di avanguardia, di centro e di retroguardia. Le navi, a seconda del numero di cannoni, erano suddivise in classificate e non classificate. Ad ogni flotta erano assegnati un ammiraglio, un vice ammiraglio e un contrammiraglio, per cui in ogni momento solo 9 ammiragli potevano essere in servizio. I capitani di vascello che andavano in pensione venivano promossi contrammiragli e venivano definiti (con una punta di sarcasmo) come aventi l'insegna gialla in quanto non assegnati ad alcuna flotta.

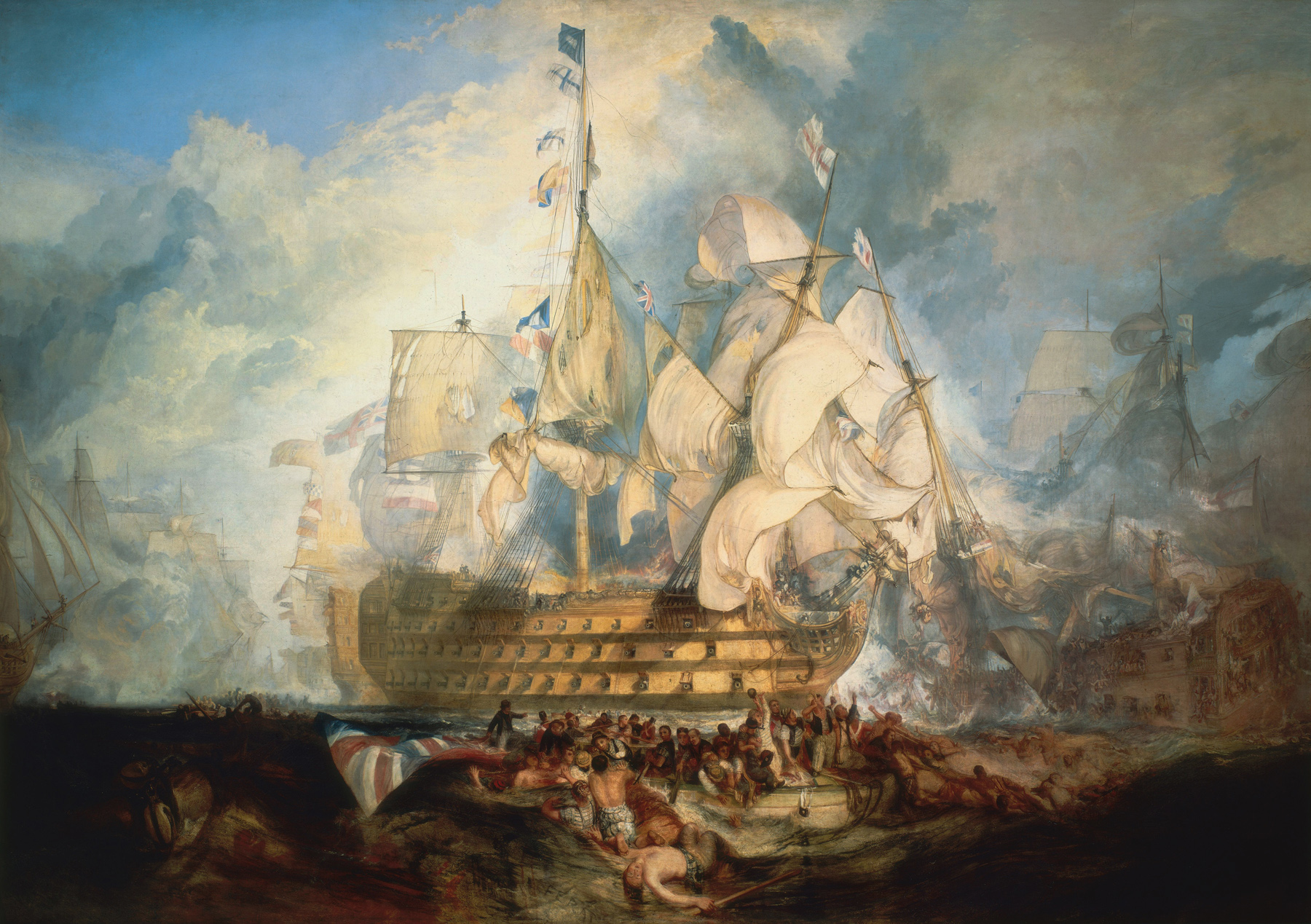
La Victory alla battaglia di Trafalgar

Il comandante della flotta generalmente stava verso il centro della formazione, dato che gli ordini dovevano essere dati con segnali visivi, quindi, venendo trasmessi di nave in nave, la posizione centrale era quella che richiedeva il tempo minore per trasmettere gli ordini alle navi alle estremità della linea. In alcuni casi, ed uno dei più eclatanti fu nella battaglia di Trafalgar, il comandante della flotta si metteva nell'avanguardia, o addirittura come prima nave della flotta con l'ordine dato ai comandanti di seguirlo nel corso del combattimento.
La classificazione delle unità variava leggermente a seconda delle varie marine nazionali, anche se la classificazione inglese era presa a riferimento. Le esigenze belliche durante le guerre napoleoniche però imposero una rapida crescita delle unità in termini di tonnellaggio ed armamento, tanto che, se a fine Settecento una fregata poteva stazzare 600 tonnellate ed essere armata con 28 cannoni da 9 o 12 libbre o carronate da 24 libbre, verso la fine della guerra le fregate americane come la USS Constitution, armata con 44 cannoni da 24 libbre, o le francesi come la Egyptienne, con 40 cannoni da 24 libbre, stazzavano entrambe ben oltre le 1 000 tonnellate. La HMS Victory, vascello di prima classe con 104 cannoni ancora esistente ma in secca, stazza oltre 3 500 tonnellate, come una moderna fregata della classe Perry. In generale, comunque, tutti i grandi vascelli del tempo erano a tre ponti. L'unica eccezione fu la spagnola Santísima Trinidad, unica nave mai costruita a quattro ponti.
All'estremo opposto si trovavano corvette e brigantini da circa 200 tonnellate, con una evoluzione dell'armamento da una dozzina di cannoni da 4 o 6 libbre o carronate da 12 libbre, fino alle corvette pesanti francesi a ponte raso con una ventina di cannoni da 9 o addirittura 12 libbre.

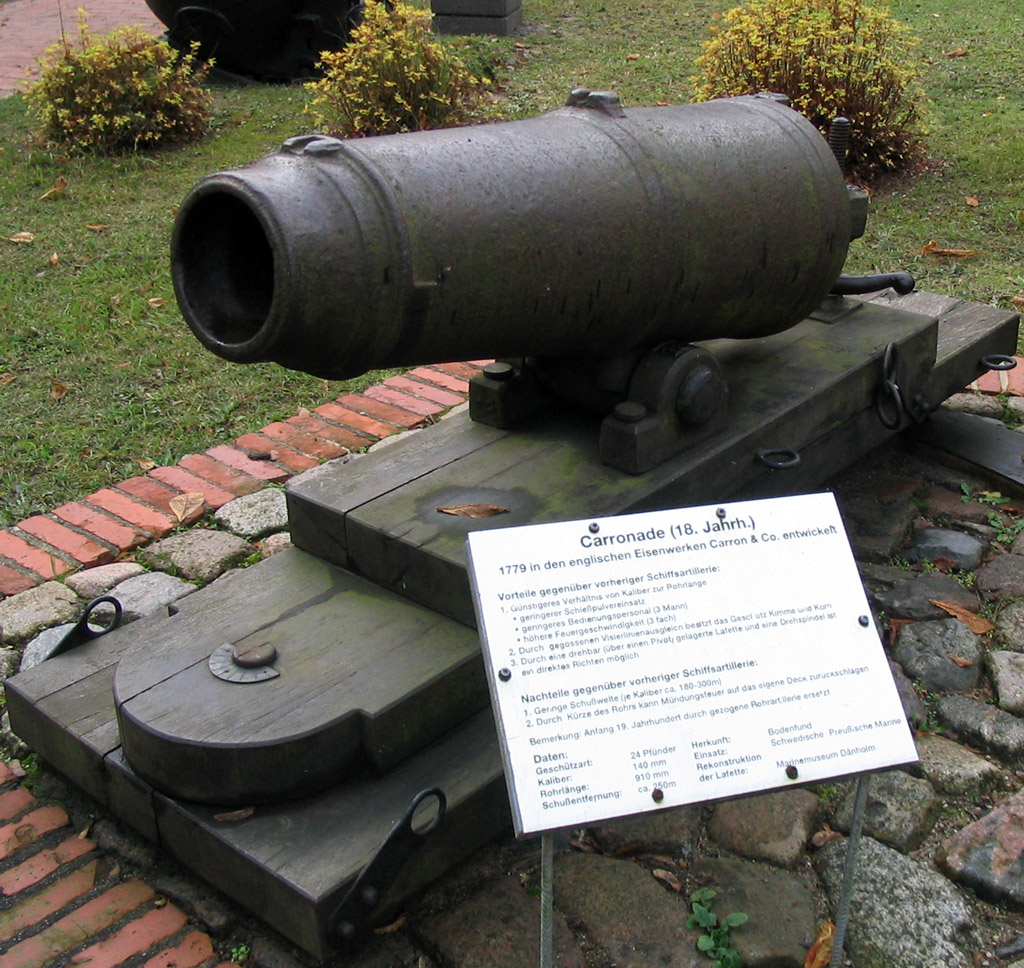
Una carronata da con il suo affusto a slitta

Per quanto riguarda gli equipaggi, un brigantino necessitava di un centinaio di uomini, contro i 300 di una fregata e gli oltre 600 di un vascello a due ponti, ed un numero ancora superiore per i vascelli a tre ponti. Il numero di marinai veniva calcolato in base alle manovre (o attrezzatura) della nave, cioè la velatura da manovrare, e al numero di cannoni, oltre che al loro peso. Infatti, se per maneggiare un cannone da 4 libbre o una carronata bastavano tre o quattro uomini, per un cannone pesante da 24 libbre, pesante oltre tre tonnellate, serviva una squadra di 10 uomini, che aumentava ulteriormente per i pezzi da 36 libbre posti sul ponte inferiore di un vascello a due o tre ponti.
In ogni squadra, oltre al capopezzo, trovava posto un addetto antincendio, uno o più arrembatori, uno scovolatore (cioè l'addetto a pulire la canna del pezzo con uno scovolo) e i caricatori (in numero proporzionale al peso della munizione). Inoltre il pezzo, dopo il rinculo dello sparo, andava di nuovo spinto "in batteria" con la forza delle braccia, contrastando eventualmente l'inclinazione contraria della nave.

### Il taglio della T
Con l'armamento di bordo, e quindi con la formazione in linea, divenne di importanza fondamentale il taglio della T, cioè posizionare la propria flotta nella posizione della barra orizzontale (taglio) della lettera T. In questa posizione le armi delle proprie navi possono sparare tutto il bordo contro le navi nemiche, che non possono rispondere che con le armi in caccia della prima nave. Inoltre si sovrappone il vantaggio di poter prendere "d'infilata" le navi nemiche, quindi con una maggiore probabilità di colpo a segno. Questa tattica fu uno dei cardini tattici dell'impiego navale fino alla battaglia dello Jutland (ultima grande battaglia fra navi di linea).

### La guerra di corsa
Non tutte le navi da guerra che battevano i mari erano unità delle marine nazionali. Un importante contributo al disturbo alle linee di comunicazione avversarie era dato dalle navi corsare. La differenza tra un corsaro ed un pirata consiste nel fatto che il primo opera con la legittimazione del proprio paese, concessa tramite una "lettera di marca" o "di corsa", e solo contro le navi di determinati paesi, mentre il secondo è un fuorilegge che qualunque unità da guerra è autorizzata a cacciare e perseguire. Grandi corsari furono i britannici Francis Drake e Henry Morgan e i francesi Jean Bart, René Duguay-Trouin e Robert Surcouf. Le navi corsare erano di norma agili, ma in diversi casi di dimensioni paragonabili a quelle di una nave da guerra; per esempio la Golden Hind (1577) di Drake era un galeone da 300 tonnellate e 22 cannoni, mentre nelle guerre napoleoniche i francesi armarono battelli come la Confiance di Surcouf (una corvetta da 18 cannoni).

### Rotta a Oriente
Non fu solo l'Occidente a sviluppare tecnologie e innovazioni navali; anche a Oriente si ebbero grandi protagonisti dal punto di vista militare e il motivo per cui non si è avuta una colonizzazione dell'Oriente verso l'Occidente (l'opposto di quanto invece è successo) è dovuto principalmente a decisioni politiche.

#### I cinesi

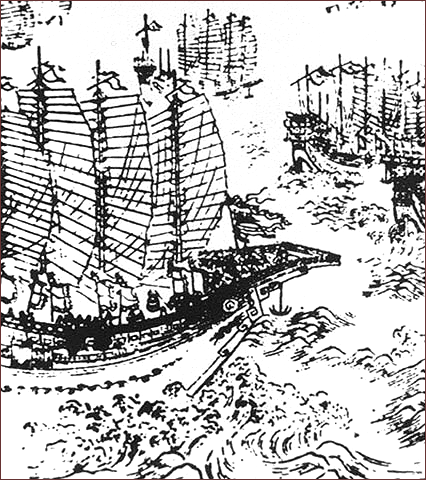
Giunca Cinese del diciassettesimo secolo, che si ritiene rappresenti le navi di Zheng

Durante la dinastia Ming, tra il 1405 e il 1433 l'ammiraglio Zheng He guidò spedizioni di navi di vario genere verso l'India, a scopo esplorativo e di relazione diplomatica; ma lo strumento di diplomazia in questione era forte di 250 navi e 27 000 uomini. Tra queste navi, le cosiddette navi del tesoro, realizzate in circa 60 esemplari, avevano dimensioni da 125 m a 145 m, presentavano fino a nove alberi e stazzavano circa 1500 t contro le circa 70-100 delle caravelle di Cristoforo Colombo, loro contemporanee. Esse erano accompagnate da altre 190 unità di vario genere tra cui navi magazzino, trasporto truppe e cisterne. Dopo la morte di Zheng, avvenuta nel 1433, la flotta fu lasciata andare in rovina in seguito a una svolta isolazionista della politica cinese.

#### I coreani

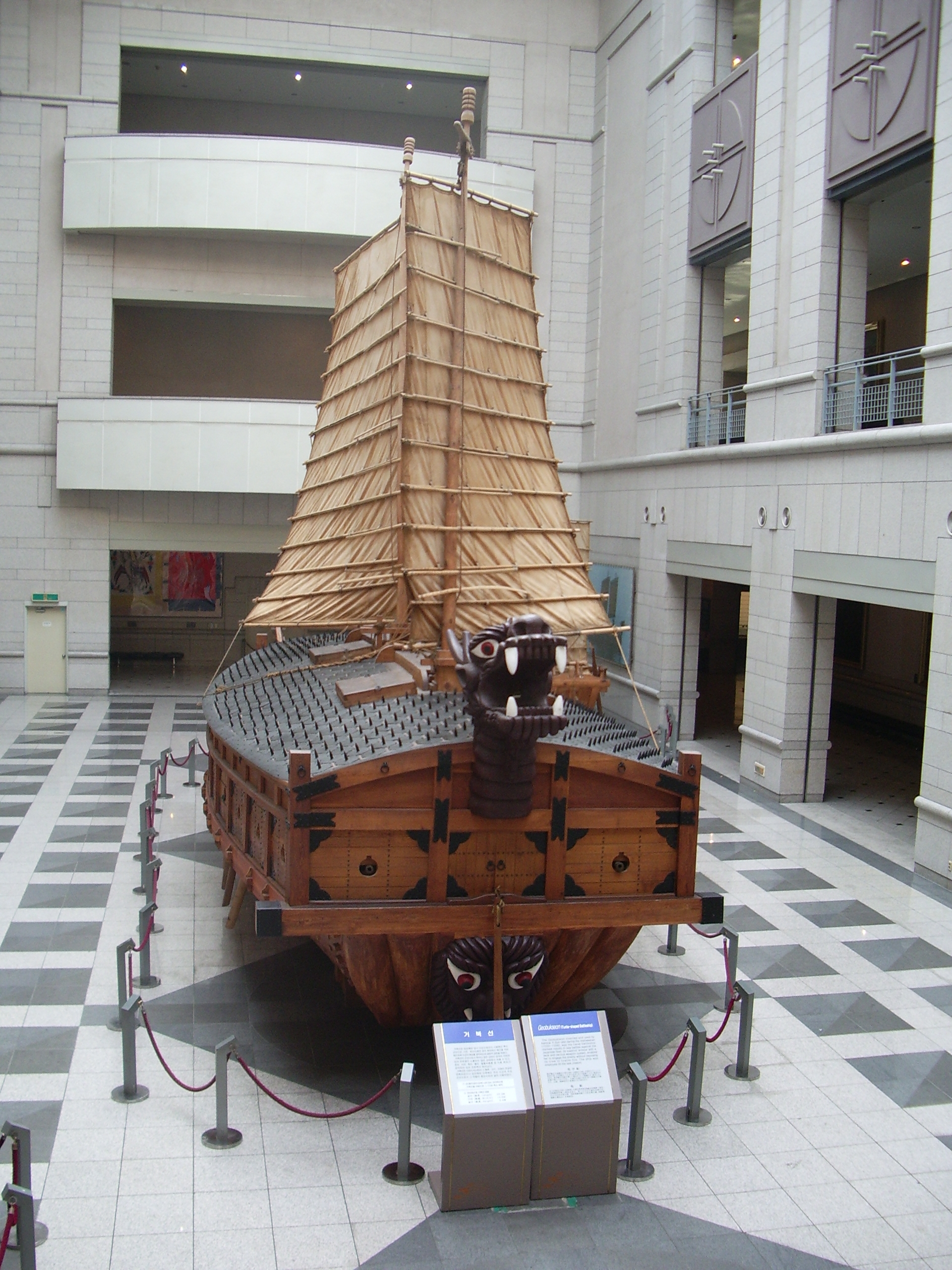
Una replica della kobukson al Memoriale della guerra in Seul

Sebbene la Corea sia una piccola nazione, ha anch'essa una storia navale, dovuta alla necessità di difendersi dalle invasioni giapponesi. Il loro più celebre ammiraglio ed eroe nazionale, Yi Sun Sin, inventò nel 1592 la kobukson (o geobukson) (nave tartaruga), prima nave corazzata che può essere considerata il precursore della nave da battaglia, dotata di corazze e cannoni. Spinta da remi e da due alberi, aveva feritoie di tiro per archi, cannoni e mortai, poteva lanciare materiale infuocato ed era dotata di un ponte con punte acuminate, come misura anti abbordaggio, oltre a dimensioni considerevolmente superiori alle sue avversarie nipponiche, peraltro sempre superiori in numero.
Inoltre era considerato un tattico brillante e innovativo in mare, grazie alle cui doti la numericamente piccola marina coreana, anche se di capacità belliche inferiori dal punto di vista individuale, prevalse più volte contro le numerose flotte nipponiche. Yi mori nell'ultima battaglia che segnò la sconfitta definitiva del Giappone e il suo ritiro dalla Corea.

## L'era del motore meccanico
Con la creazione di motori meccanici, in grado di sfruttare del combustibile per produrre una forza motrice che slegasse il natante dalla presenza del vento per muoversi, cambiò radicalmente la impostazione delle unità navali, sia per il diminuito prima e cessato poi ingombro della velatura, sia per la possibilità di sistemare diversamente armamenti, aggiungerne di nuovi o riproporne alcuni caduti in disuso, come il rostro.

### I venti anni degli arieti

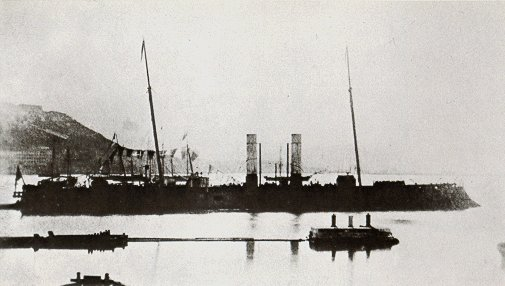
La corazzata Affondatore

Nel corso della prima metà del diciannovesimo secolo avvenne una rivoluzione nella tecnologia navale, dovuta essenzialmente a due fattori: l'uso del motore a vapore per la propulsione e lo sviluppo della metallurgia che permise la produzione di corazze sempre più robuste, ovviamente inseguite dal calibro dei cannoni che aumentò a dismisura. Considerando in particolare quest'ultimo fattore, l'aumento della protezione e di conseguenza dell'armamento, alla metà del secolo sembrava che i cannoni sia per la potenza sia per la cadenza di tiro (si trattava ancora di bocche da fuoco ad avancarica) avessero perso la lotta contro la corazza. La prima nave corazzata della storia fu la francese La Gloire nel 1859. A questo punto, anche in base ad esperienze della guerra di secessione, parve che una soluzione potesse essere ottenuta fornendo le navi di un rostro (o sperone) che permettesse loro di ingaggiare il nemico sfruttando tutta la massa della nave, che, spinta dal motore, non era più legata al vento per acquisire velocità. In Europa uno degli episodi che furono considerati più significativi sotto questo aspetto fu l'affondamento della fregata corazzata Re d'Italia, speronata dalla fregata corazzata Erzherzog Ferdinand Max, avvenuto nel corso della battaglia di Lissa (1866), senza tener conto né del fatto che la nave italiana fosse stata precedentemente immobilizzata da un danno al timone e che fosse priva di protezione subacquea né del fatto che l'ariete corazzato a torri del primo ordine Affondatore (costruita sostanzialmente a quello scopo) avesse vagato per il campo di battaglia senza riuscire ad impegnare nessuna nave nemica.

Lo schieramento iniziale della battaglia di Lissa

Su questa base fu costruito un certo numero di navi destinate a questo compito, in cui l'armamento era estremamente limitato (tutto il peso doveva essere usato per aumentare la resistenza strutturale della nave), quindi fu necessario anche studiare delle nuove modalità di impiego (e quindi di inquadramento) per queste nuove navi. In particolare l'ammiraglio francese Bouet Villaumez indicò le linee guida per la progettazione e l'impiego di queste navi in un'artiglieria esclusivamente in caccia e, quindi, con le navi schierate in linea di fronte. In particolare le navi dovevano operare in "plotoni" di 3 unità, con le squadre disposte o in linea di fila o a scalare, in modo tale che le navi arretrate potessero proteggere le navi avanzate dallo speronamento. Queste teorie di impiego, e quindi queste suddivisioni delle unità navali, non furono mai messe in pratica, dato che comparvero due armi che rivoluzionarono nuovamente la tecnologia navale: il cannone a retrocarica e tiro rapido (per cui le navi non erano più soggette ad una sola scarica nella fase di presa di contatto per lo speronamento) e la torpedine, che, portando la minaccia da distanza maggiore, rendeva estremamente pericoloso ogni tentativo di speronamento.

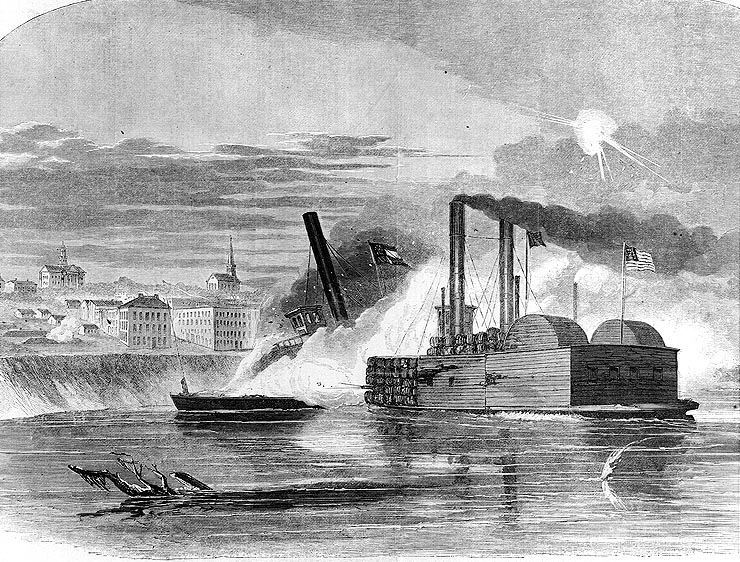
L'ariete veloce USS Queen of the West attacca il piroscafo Vicksburg

Diversa fu invece l'evoluzione di questa tipologia di nave negli Stati Uniti, dove durante la guerra di secessione vennero impiegati in battaglie fluviali vari tipi di ariete corazzato. In particolare, i Confederati, con la CSS Virginia, fecero il primo utilizzo dell'ariete corazzato che, nella prima battaglia, affondò tre navi di legno unioniste e ne danneggiò gravemente altre due, lasciando il suo rostro nello scafo della USS Cumberland durante il primo attacco. Tutti gli arieti confederati furono costruiti con materiali di ripiego, o riadattando scafi già esistenti, come le CSS Manassas, CSS Louisiana e CSS Mississippi. Le blindature vennero realizzate in alcuni casi con rotaie ferroviarie e all'interno con balle di cotone che servivano ad attutire i colpi che riuscivano a oltrepassare la corazzatura esterna. Altri arieti vennero costruiti con criteri diversi (per esempio partendo da scafi a ruote non corazzati) e classificati come arieti veloci, ad esempio la USS Queen of the West unionista del 1854. Tutti però avevano in comune, essendo concepiti per le operazioni fluviali, la caratteristica di un pescaggio estremamente limitato e di conseguenza una scarsa navigabilità oceanica. Va tenuto in conto che gli arieti veloci erano inquadrati in una brigata fluviale dell'US Army e non della US Navy.
In conclusione nel periodo dal 1864 al 1882 furono costruite solo diciotto navi oceaniche il cui impiego tattico previsto era come arieti. Successivamente comparvero le corazzate e, finalmente, nel 1905 la corazzata monocalibra. Va però aggiunto che fino a tutta la prima guerra mondiale le navi da guerra in generale vennero dotate di rostro sulla prua in base alla convinzione che si potesse ancora verificare una condizione di ingaggio così ravvicinato da permettere lo speronamento. Come esempio si può citare la corazzata HMS Queen Elizabeth britannica, capoclasse della classe omonima, varata nel 1913.

### I sommergibili

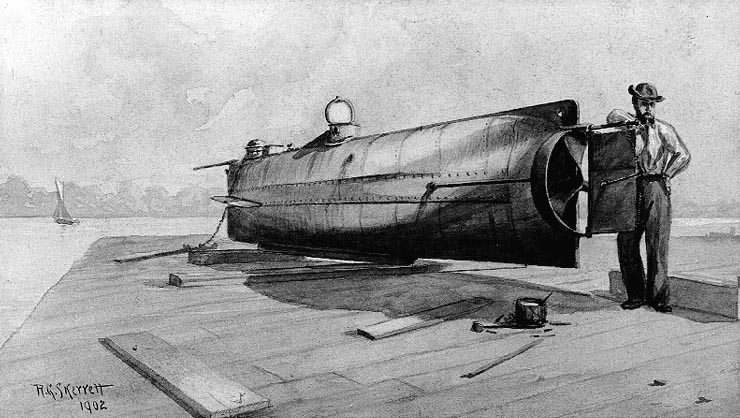
Il CSS Hunley, il primo sommergibile operativo della storia

In realtà l'unico possibile bersaglio per il rostro di una nave a quell'epoca erano i sommergibili, dotati di scarsa velocità e costretti a lanciare i propri siluri quasi in emersione, ma il cui scafo non sarebbe stato comunque in grado di resistere all'impatto con una nave, a prescindere se questo fosse avvenuto contro un rostro o una prua tradizionale. In effetti il sommergibile fu l'arma più innovativa proposta durante la fine del diciannovesimo secolo, in quanto divennero disponibili le tecnologie indispensabili alla realizzazione di un mezzo efficace. Vi erano stati dei precursori; il primo progetto conosciuto risale addirittura a Leonardo da Vinci, ma il primo sommergibile realmente utilizzato, che si muoveva grazie alla propulsione umana, fu il CSS Hunley, che affondò lo sloop-of-war nordista Housatonic nel 1864. Tutte le principali marine, da quella italiana a quelle britannica, tedesca, francese e statunitense, realizzarono vari tipi di mezzi subacquei. La Kaiserliche Marine germanica fu quella che riuscì, nella prima guerra mondiale, a rendere quest'arma veramente efficace, fino a costituire una minaccia gravissima per le linee di comunicazione alleate rischiando di strangolare il flusso di rifornimenti verso il fronte europeo. La prima nave ad essere affondata durante il conflitto fu l'esploratore britannico Pathfinder, dopodiché navi militari e civili pagarono un pedaggio pesantissimo alla marina imperiale. L'affondamento del transatlantico britannico Lusitania, carico di civili statunitensi, fu il casus belli per l'entrata in guerra degli Stati Uniti.

### Unità di squadra ed unità leggere

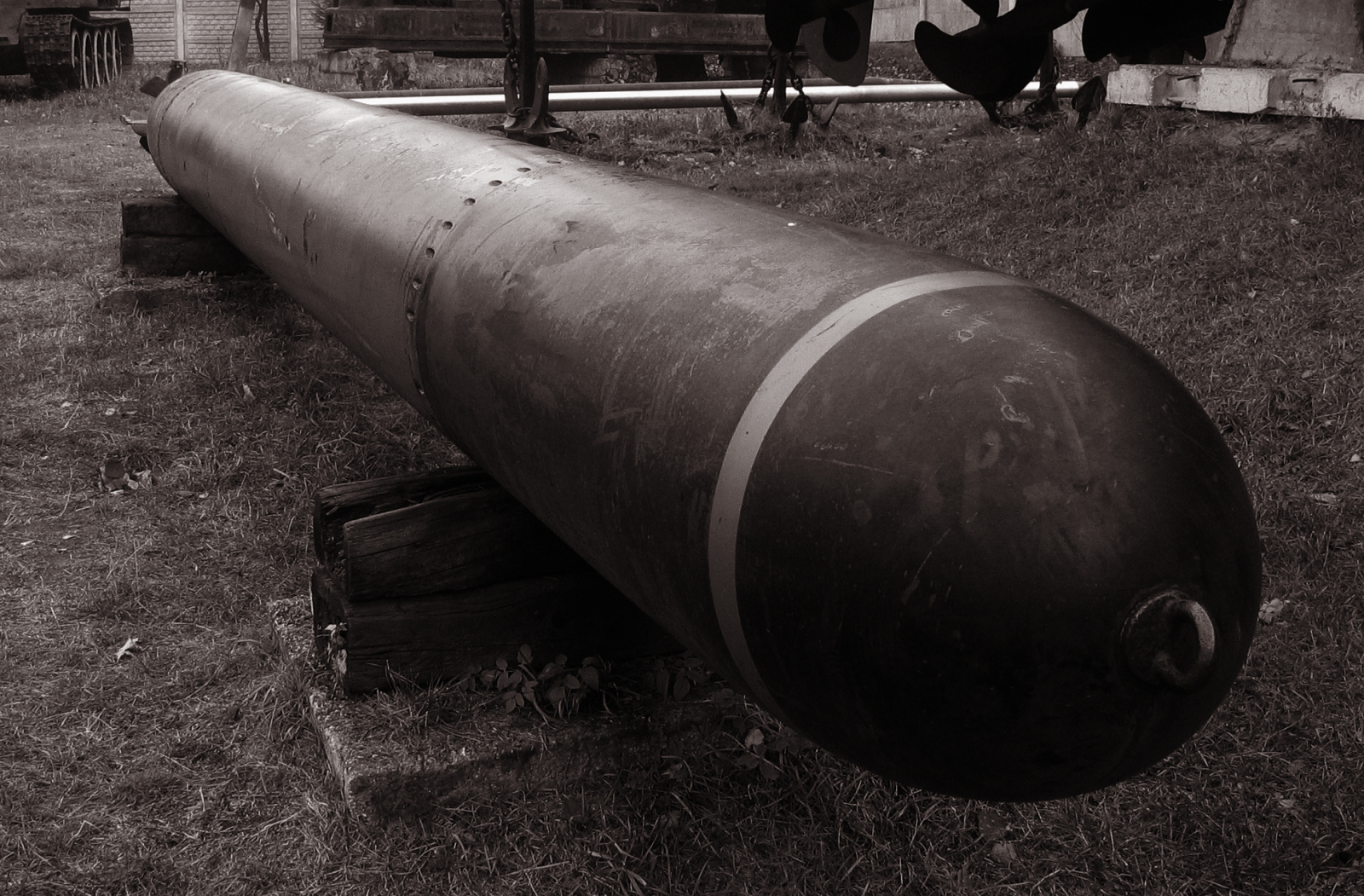
Un siluro

Nuovi grandi sviluppi interessavano la guerra sul mare; nascevano nuove classi di unità navali specializzate, come gli incrociatori, che a loro volta si differenzieranno ulteriormente prima in incrociatori protetti ed incrociatori corazzati, e poi in leggeri, pesanti e da battaglia. Nel 1866 nasceva il siluro inventato da Giovanni Luppis e grandemente perfezionato da Robert Whitehead, e navi economiche in grado di utilizzarlo contro le unità maggiori, le siluranti o torpediniere e di conseguenza vennero creati i cacciatorpediniere. A questo punto, una distinzione venne creata: le navi in grado per dimensione e velocità, oltre che per potenza di fuoco, di operare all'interno della squadra anche a grande distanza dalla costa vennero definite unità di squadra, cacciatorpediniere compresi, mentre le altre vennero definite unità leggere o naviglio sottile, adatto a compiti di difesa costiera o scorta a convogli. Tra queste le motosiluranti e le torpediniere. Questi termini però avevano una certa elasticità e le classificazioni cambiarono col tempo; in effetti anche le corvette nei primi tempi erano unità di squadra, e basti pensare alle RN Formidabile e Terribile (pirocorvette corazzate) impegnate come parte della Squadra da Battaglia durante la battaglia di Lissa.

#### Le navi corazzate e le altre unità di squadra
Gli Stati Uniti furono i primi a utilizzare una dimostrazione della potenza navale delle navi da battaglia prima nella guerra ispano-americana, nella quale combatterono e vinsero la flotta spagnola comandata dall'ammiraglio Cervera, grazie alla superiorità strategica ma anche grazie alle incertezze della Spagna, e poi con la crociera intorno al mondo della Great White Fleet nel 1907, con la quale sedici navi da battaglia e una flottiglia di cacciatorpediniere di scorta imposero la presenza statunitense a Giappone, Russia, Panama e parteciparono ai soccorsi alle popolazioni colpite dal terremoto di Messina.

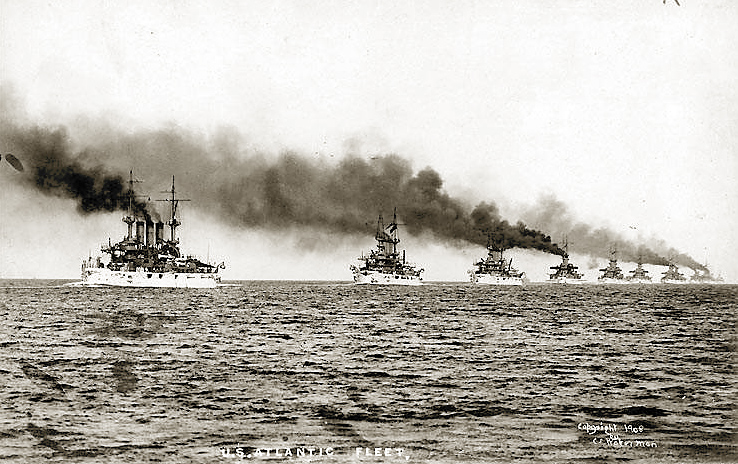
La USS Kansas (BB-21) naviga davanti alla USS Vermont (BB-20) mentre la Great White Fleet lascia Hampton Roads, Virginia il 16 dicembre 1907.

All'epoca era appena apparsa la nave da battaglia monocalibra, preconizzata dall'architetto navale italiano Vittorio Cuniberti, che però in Italia non trovò la possibilità di dare applicazione pratica alla sua dottrina di un nuovo tipo di nave con tutti i pezzi pesanti dello stesso calibro; dopo la pubblicazione delle sue idee sulla rivista Jane's Fighting Ships, questo tipo di unità venne progettato prima dai giapponesi con la Satsuma e poi dagli statunitensi con la classe South Carolina, ma il primo esemplare fu effettivamente varato dai britannici con la HMS Dreadnought.

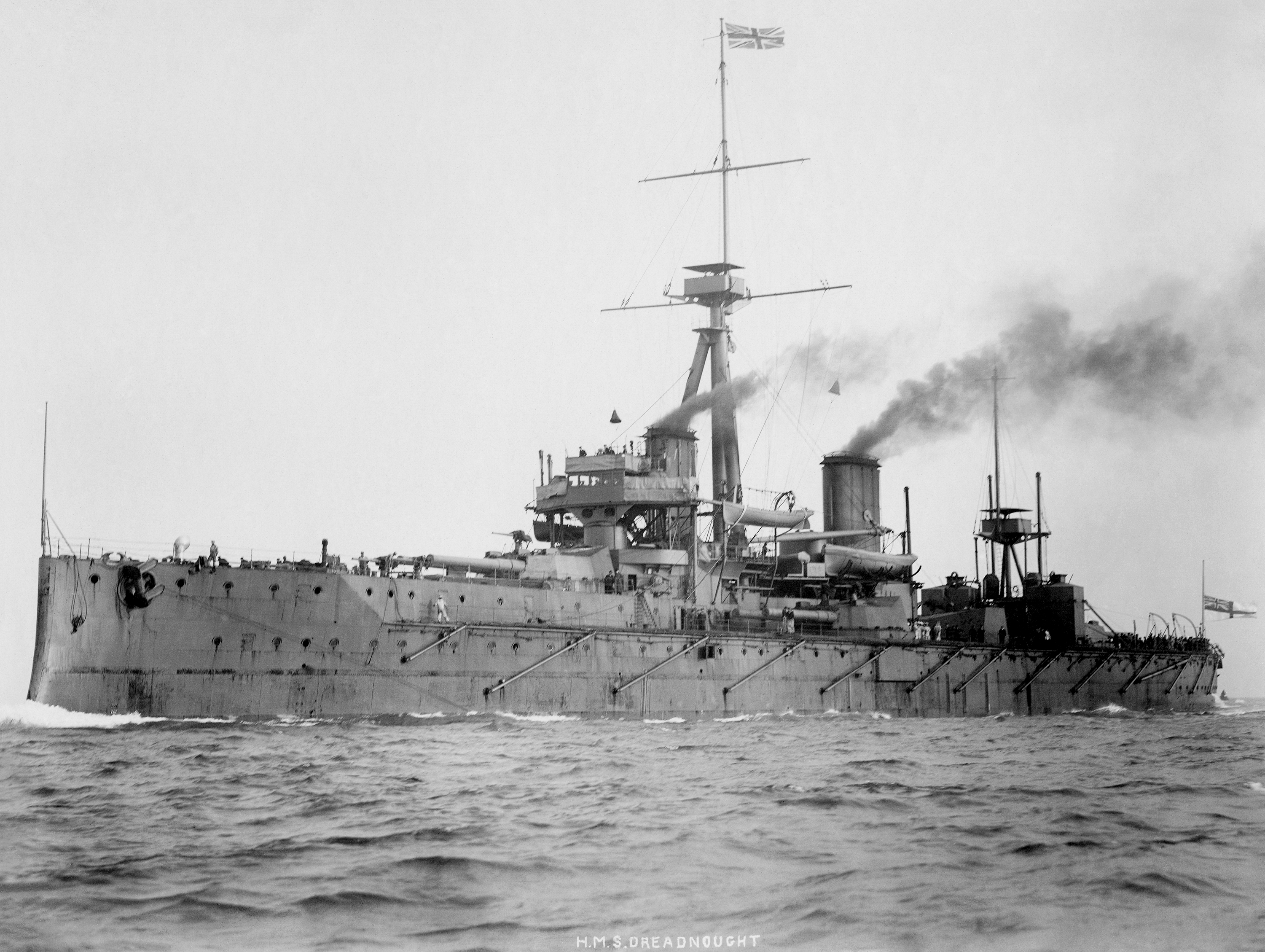
La corazzata HMS Dreadnought

Il principio cardine del progetto di una nave da guerra era che la sua corazzatura dovesse essere, in linea di principio, in grado di resistere al fuoco dei suoi stessi cannoni. Sul tema vi furono però delle variazioni, principalmente ad opera dei tedeschi che progettarono navi da battaglia che privilegiavano la protezione a scapito della velocità, come la classe Kaiser (la cui prima unità fu varata nel 1912) che aveva cannoni monocalibro, torri sovrapposte e apparato motore a turbine.
Basandosi sull'idea di costruire una nave armata a sufficienza da affondare un incrociatore pesante, ma abbastanza veloce da sfuggire ad una nave da battaglia venne ideato e costruito l'incrociatore da battaglia, armato con i cannoni delle corazzate ma con una protezione pari solo a quella di un incrociatore pesante. Questa teoria, che in Inghilterra aveva il suo principale sostenitore in sir Jackie Fisher, portò allo sviluppo della classe Invincible, che ebbe il suo principale successo nella battaglia delle Falkland. In Germania venne creato il SMS Von der Tann nel 1911. In Giappone venne creata dalla Marina imperiale giapponese la classe Kongo, successivamente convertita in corazzate veloci. Nel primo dopoguerra i francesi crearono la classe Dunkerque, avente come particolarità che l'armamento principale era tutto in caccia. La Marina italiana non annoverò mai incrociatori da battaglia tra le sue file, mentre gli statunitensi durante la seconda guerra mondiale crearono la classe Alaska, che però non venne mai impegnata in combattimento navale ma usata solo come scorta e per cannoneggiamento verso obiettivi terrestri.

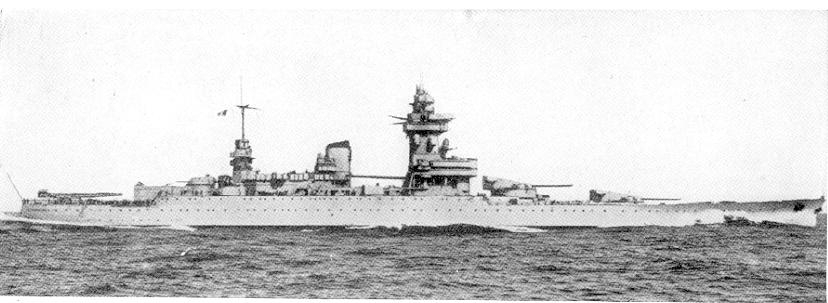
Strasbourg

L'azione nella quale i limiti degli incrociatori da battaglia si palesarono drammaticamente fu certamente la battaglia dello Jutland, nella quale ben tre unità britanniche ed una tedesca andarono perdute, quelle britanniche tutte per l'esplosione di uno dei depositi munizioni causata da un colpo diretto. Nell'insieme, quindi, la prova fornita in guerra dagli incrociatori da battaglia non fu positiva. Per questa ragione, quasi tutte le unità di questo tipo vennero ritirate dal servizio nell'immediato dopoguerra. Questa scelta fu senz'altro influenzata anche dal Trattato di Washington, che limitava gli armamenti navali: in pratica, si preferì radiare gli incrociatori da battaglia per mantenere in linea le più potenti navi da battaglia.
Già in quest'epoca si era affermata la necessità di suddividere le unità navali in reparti (divisioni navali per le unità da battaglia e gli incrociatori e flottiglie per il naviglio minore), con un comandante di grado superiore o (nel caso delle marine anglosassoni ed altre) con incarico del grado superiore, il commodoro, in sostanza un capitano di vascello anziano con comando temporaneo. Questi reparti prendevano ordini strategici dal comando della flotta in mare, ma l'azione tattica era guidata dal loro comandante diretto. Per i cacciatorpediniere venne sviluppata in molte marine una tipologia di nave, il caccia conduttore, più grande delle unità omologhe ed in grado di ospitare lo staff di comando.

#### Il naviglio sottile
Motosiluranti e torpediniere erano unità leggere destinate ad impegnare in prossimità della costa unità da battaglia, contando sulla velocità e sulla manovrabilità. La motosilurante venne creata agli inizi del Novecento, quando il rapporto tra dimensione e potenza dei motori termici permise di far raggiungere anche a piccoli scafi velocità notevoli; oltre che da tubi lanciasiluri, era armata al massimo con una mitragliera, e pesava poche tonnellate, di conseguenza non poteva incassare alcun colpo dalle unità che attaccava. La torpediniera inizialmente (ultimo decennio del XIX secolo) era di piccole dimensioni, essendo nata prima della motosilurante, ma venne da questa progressivamente rimpiazzata, finendo per assumere dimensioni sempre maggiori, dell'ordine dei 70-100 metri, ed un armamento proporzionale. Ciò non le rendeva comunque unità di squadra e nella seconda guerra mondiale vennero rimpiazzate completamente dalle corvette (come le italiane della classe Gabbiano e quelle britanniche della classe Flower) e fregate (ridefinizione dei cacciatorpediniere di scorta) per i compiti di scorta e antisommergibile.

## Il periodo tra le guerre
Preoccupate di evitare il ripetersi di una corsa agli armamenti navali come quella tra Germania e Regno Unito che aveva caratterizzato la vigilia della prima guerra mondiale, le principali potenze mondiali siglarono il trattato di Washington del 1922 con il quale stabilirono dei limiti a dimensioni ed armamento di flotte nazionali e navi; per esempio gli incrociatori pesanti non potevano superare le 10000 t e il calibro dei cannoni imbarcati non poteva essere superiore a 203 mm (8 pollici). Il trattato divenne famoso per il rapporto 5:5:3 che contraddistingueva il tonnellaggio massimo concesso rispettivamente a Stati Uniti, Gran Bretagna e Giappone. Queste limitazioni costrinsero le marine militari a ripensare al loro inventario navale, perché costrette a rinunciare ad alcune navi da battaglia in eccesso alla quota stabilita. Il Giappone, per esempio, convertì in portaerei l'incrociatore da battaglia Akagi e la corazzata Kaga, mentre gli Stati Uniti rinunciarono a due incrociatori da battaglia in costruzione e li convertirono nelle portaerei Lexington e Saratoga, le portaerei più grandi del mondo all'epoca, entrambe in grado di trasportare fino a 90 aerei. Le premesse per la successiva evoluzione delle unità militari navali erano state poste.
Anche i sommergibili ebbero una loro evoluzione, che vide lo sviluppo di mezzi veloci e capaci di scendere più in profondità, i quali basavano sulla manovra la loro salvezza ed erano in grado di colpire solo con siluri e con cannoni relativamente leggeri (da 75 a 100 mm). Ma gli anni venti videro anche la progettazione ed in alcuni casi la realizzazione di grandi e pesanti unità subacquee, armate con cannoni pesanti e che facevano del siluro un'arma quasi secondaria. L'esempio più notevole di questa scuola di pensiero fu il sommergibile francese Surcouf, che restò in servizio fino alla seconda guerra mondiale, e combatté dopo l'armistizio per le forze della Francia Libera; il sommergibile affondò durante una missione di scorta per una collisione con un'altra nave alleata.

## Seconda guerra mondiale

### Le portaerei
I primi utilizzi di portaerei risalgono alla prima guerra mondiale, con la britannica HMS Furious e le sue quasi gemelle della classe Glorious, ma fu soltanto nella seconda guerra mondiale che le portaerei divennero organiche alla squadra. I principali scontri navali della guerra furono nella maggior parte delle occasioni decisi dagli aerei imbarcati e ciò influì profondamente sulla dottrina di impiego delle unità militari navali, sempre più spinte ad operare in flotta, come nelle "task force" statunitensi, e sempre meno impiegate in crociere solitarie, quali quelle delle unità navali tedesche, quasi sempre concluse con esito drammatico. Le portaerei assursero al ruolo di nave di primaria importanza e furono, per esempio, parte fondamentale dello strumento navale degli Stati Uniti, che arrivarono a costruire grandi numeri di queste unità anche nelle versioni con meno potenza motrice e quindi più lente, ma economiche, adibite a compiti di scorta come le statunitensi della classe Sangamon, convertita da una classe di petroliere di squadra, o le classi Bogue e Casablanca, le più numerose in assoluto tra le classi di portaerei nella storia della marineria.

#### La notte di Taranto
Pur nello scetticismo di alcuni detrattori dell'Aviazione Navale, le principali potenze si dotarono di unità portaerei e misero a punto fino alla vigilia della guerra le tecniche di impiego degli aerosiluranti imbarcati.

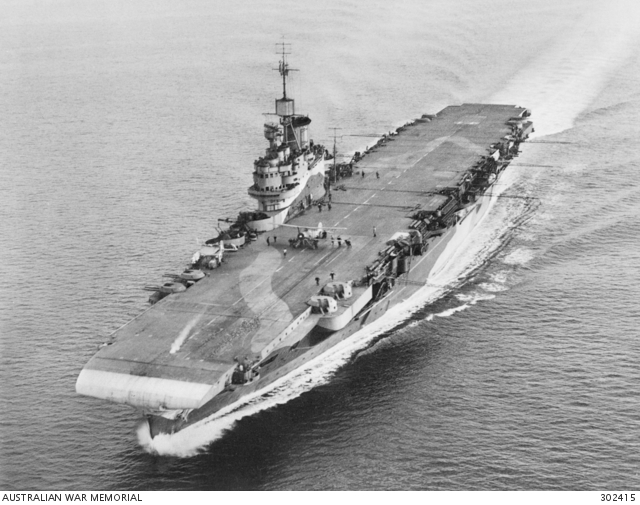
La HMS Illustrious protagonista dell'attacco a Taranto

Durante la seconda guerra mondiale il Mediterraneo fu spesso teatro di scontri tra la Marina italiana e quella britannica. 

Nave Conte di Cavour parzialmente affondata

Quest'ultima, in condizioni di difficoltà a operare a causa della flotta italiana che poteva schierare entro breve tempo dalla dichiarazione di guerra sei corazzate di cui due moderne navi da battaglia della classe Littorio, decise di sfruttare la disponibilità di due portaerei: la HMS Eagle e la HMS Illustrious. L'operazione Judgement, nota in Italia come Notte di Taranto, fu l'evento con il quale nella notte tra l'11 e il 12 novembre 1940 gli aerosiluranti britannici dimezzarono in poche ore la potenza della flotta italiana.
In effetti, a causa di una avaria della Eagle, la sola Illustrious poté effettuare l'attacco. Questo fu il primo esempio nel conflitto dei nuovi rapporti di forza creatisi tra unità navali, che avrebbero privilegiato le formazioni in possesso di una capacità aerea. Alla battaglia di Taranto, seguì il 27 maggio 1941 l'affondamento della Bismarck, un altro caso in cui un'importante nave da battaglia venne affondata da forze aeronavali congiunte.

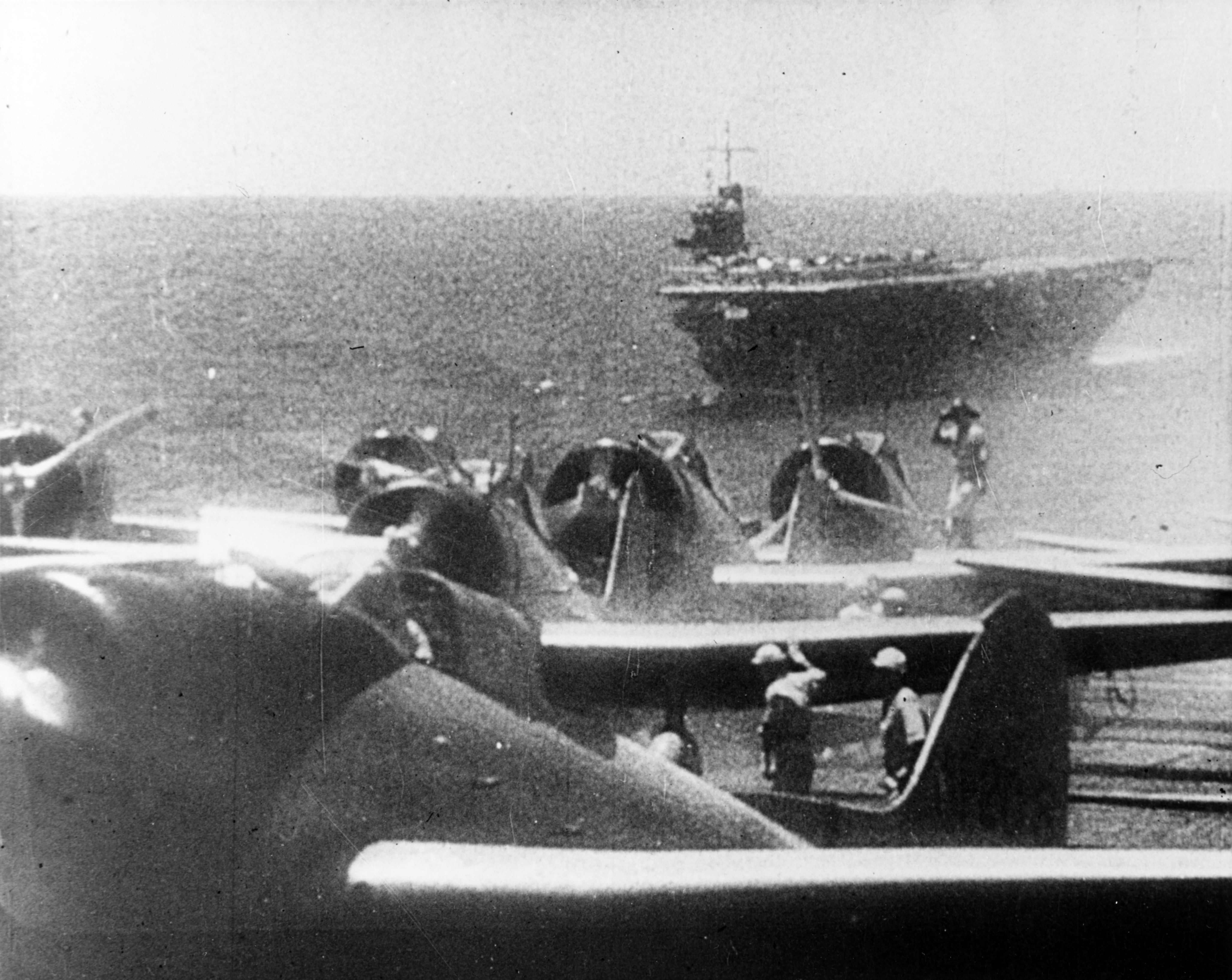
Un gruppo di aerosiluranti Aichi D3A1 "Val" si prepara a decollare dal ponte di una portaerei durante l'attacco di Pearl Harbor; sullo sfondo la portaerei Sōryū

Il Giappone inviò degli analisti a Taranto per studiare l'esperienza britannica e trasferirla nella pianificazione dell'attacco di Pearl Harbor del 7 dicembre 1941, dove sei portaerei nipponiche tentarono anch'esse di ridimensionare la potenza navale del loro avversario e riuscirono a distruggere praticamente la flotta da battaglia statunitense. Fallirono parte della missione, perché non riuscirono a colpire proprio le 3 portaerei nemiche, in quel momento assenti e non si attardarono a distruggere i depositi di carburante e siluri della base proprio nel timore di un contrattacco di queste ultime.
Se la portaerei conferiva a un gruppo da battaglia la cosiddetta proiezione di potenza, cioè la capacità di colpire a distanze ben superiori alla gittata dei cannoni, rimaneva però la necessità di fornire protezione navale alle portaerei stesse. I primi esperimenti cercarono di creare delle navi corazzate e potentemente armate per autodifesa ma ciò sacrificava la loro capacità offensiva in termini di aerei imbarcati e della loro gestione. Pertanto le portaerei divennero poco corazzate e la loro protezione venne assicurata dal mare da un robusto anello protettivo di unità di scorta che dovevano evitare le offese subacquee e dall'aria tramite le pattuglie aeree di combattimento (CAP, Combat Air Patrol) guidate dai radar, altro potente mezzo che rivoluzionò le tattiche navali. Quindi le flotte, sempre più numerose, vennero divise dagli statunitensi e dai britannici in task force, dalla consistenza e dalla composizione variabile in funzione dell'obiettivo tattico da conseguire ed eventualmente divise a loro volta in task group. Un esempio dell'uso delle task force si ha nella battaglia del golfo di Leyte, nella quale alcuni task group di portaerei di scorta e cacciatorpediniere riuscirono a tenere a bada una squadra navale nipponica composta da corazzate ed incrociatori pesanti.
Pertanto le portaerei diventano macchine sempre più complesse, come la classe Essex statunitense, che imbarcava uno stormo aereo composto da più di 100 velivoli, distinti in squadriglie da caccia, da bombardamento e siluranti.

### Le unità da battaglia

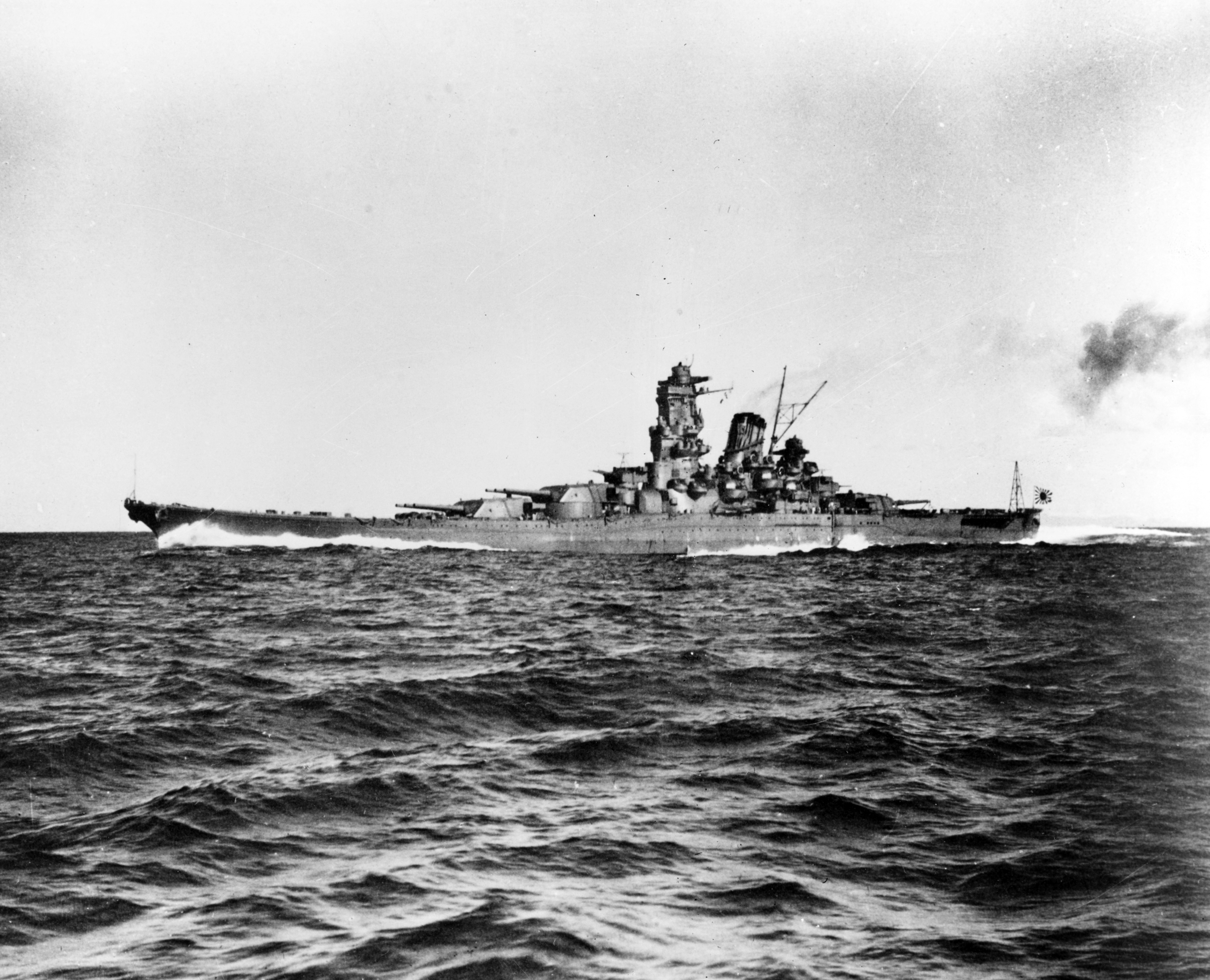
La corazzata Yamato fotografata durante le prove in mare nel 1941

Le corazzate videro con la seconda guerra mondiale il tramonto del loro predominio. Le portaerei, potendo proiettare la loro potenza a centinaia di chilometri con il raggio di azione degli aerei imbarcati, colpivano ben al di là della gittata dei più potenti cannoni navali. Pertanto, dall'inizio alla fine della guerra, molte navi da battaglia e incrociatori vennero affondati da attacchi portati dall'aviazione imbarcata; nel Mediterraneo, la battaglia di Capo Matapan vide l'affondamento degli incrociatori Pola, Fiume e Zara come conseguenza del rallentamento della squadra italiana grazie al siluro lanciato da un Fairey Swordfish che colpì la corazzata Vittorio Veneto; nell'Atlantico, la caccia alla Bismarck; nel Pacifico l'attacco a Pearl Harbor con l'affondamento di sei corazzate, la battaglia delle Midway con l'affondamento di quattro portaerei e dell'incrociatore pesante Mikuma; la battaglia del Mar dei Coralli dove tutti gli affondamenti delle due parti andarono ascritti all'aviazione navale; la battaglia del Golfo di Leyte; l'affondamento della Yamato, la più potente nave da battaglia al mondo mai costruita per dislocamento ed armamento che niente poté contro gli attacchi aerei statunitensi.
Comunque le corazzate assunsero un ruolo importante, dalla scorta ai convogli nell'Atlantico, come l'incrociatore da battaglia britannico Renown, e ai convogli del Mediterraneo, come le navi da battaglia inglesi della classe Queen Elizabeth, al bombardamento contro obiettivi a terra in appoggio agli sbarchi, come durante gli sbarchi in Nord Africa e in Normandia. Le ultime battaglie navali nelle quali corazzate affondarono altre corazzate furono la battaglia navale di Guadalcanal dove, nella notte tra il 14 e il 15 novembre 1942, le corazzate americane South Dakota e Washington ebbero ragione della corazzata giapponese Kirishima e degli incrociatori pesanti Atago e Takao, e la battaglia del Golfo di Leyte tra il 19 e il 20 giugno 1944, dove sei corazzate americane, cinque delle quali affondate a Pearl Harbor ma recuperate successivamente, distrussero due corazzate giapponesi, la Fuso e la Yamashiro.

### Incrociatori ausiliari e navi corsare
Nella battaglia sui mari, alcune navi che operarono, sebbene al servizio dei rispettivi governi e con equipaggio militare, erano derivate da navi mercantili e portavano un armamento in grado di mettere in difficoltà anche unità delle dimensioni di un incrociatore leggero, con cannoni da 76 a 152 mm e in alcuni casi tubi lanciasiluri ed idrovolanti da ricognizione. Erano classificate come incrociatori ausiliari e vennero usate per scopi diversi: le marine alleate, come quelle britannica e francese, per scortare i convogli mentre quella tedesca per attaccarli. Le navi tedesche spesso si camuffavano modificando colorazione e sovrastruttura in modo da assomigliare a navi alleate, delle quali issavano anche la bandiera. Tra i più celebri, l'Atlantis, affondato dall'incrociatore pesante britannico Devonshire il 18 ottobre 1941, e il Kormoran, che riuscirà ad affondare l'incrociatore leggero Sydney, affondando a sua volta per i danni riportati. Anche i giapponesi ne armarono ben 12, delle quali 5 vennero affondate e le altre ritrasformate in mercantili. La Regia Marina armò 4 navi della stessa serie, le RAMB, ma nessuna di esse venne impiegata contro il traffico alleato.

### I mezzi anfibi

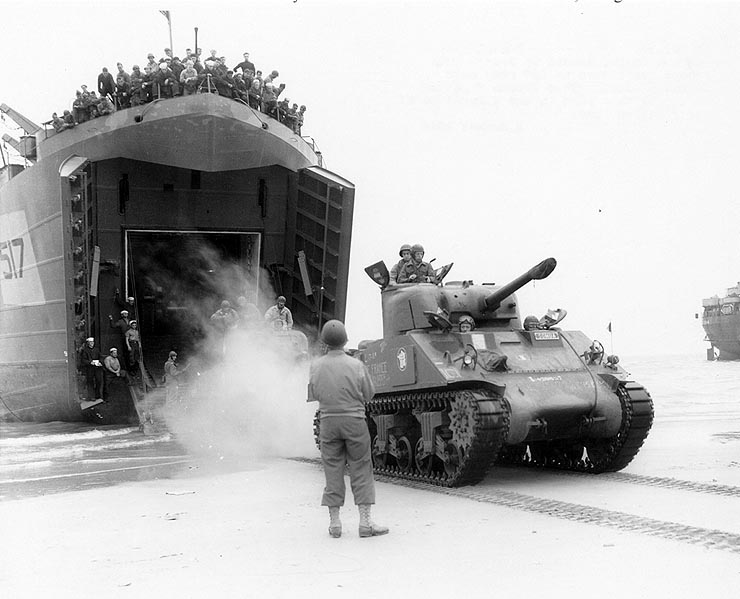
Un carro armato "Sherman" sbarca su una spiaggia dall'USS LST-517, il 2 agosto 1944 durante l'invasione della Normandia

Mentre fino alla prima guerra mondiale gli assalti anfibi (come nella battaglia di Gallipoli) venivano condotti con mezzi di fortuna, l'uso di veicoli pesanti rese necessaria la creazione di flottiglie di unità specifiche per operazioni anfibie, con mezzi di vario genere (Landing Ship Tank, Landing Craft Assault). Questi vennero largamente usati a partire dalla operazione Torch nel teatro del Mediterraneo, fino allo sbarco in Normandia e nel Pacifico in tutte le operazioni anfibie a partire da Guadalcanal. Per rivedere una grande operazione anfibia dopo la seconda guerra mondiale, bisognerà aspettare lo sbarco ad Inchon, durante la guerra di Corea.

### Le unità di scorta

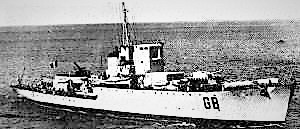
La corvetta Gabbiano

Le unità di scorta ebbero una evoluzione estremamente rapida nel corso del conflitto; basti pensare ai cacciatorpediniere che, partiti con un utilizzo iniziale per flottiglie con delle unità di comando (prima gli esploratori e gli incrociatori leggeri, poi i caccia conduttori), ebbero un rapido rinnovamento dovuto soprattutto agli affondamenti, che determinarono la messa in linea di nuove classi, soprattutto per gli alleati. I caccia usati per la scorta ai convogli, che inizialmente erano semplicemente unità troppo vecchie per i compiti di squadra, vennero sostituiti da mezzi più snelli, agili, economici e con armamento ad hoc come i porcospini. Questi mezzi furono le fregate e le corvette. Uno dei migliori esempi furono le corvette italiane della classe Gabbiano, della quale alcune unità prestarono servizio fino agli anni settanta.

#### L'organizzazione dei cacciatorpediniere nella Royal Navy
Per dare un esempio di organizzazione militare delle squadre di naviglio di scorta nel periodo dalla costituzione di questo tipo di navi alla fine della seconda guerra mondiale si può fare riferimento allo sviluppo che ebbe l'organizzazione entro la Royal Navy. Fin dall'entrata in servizio delle torpediniere fu chiaro che queste unità, per svolgere una funzione tattica contro le navi di linea dovevano essere impiegate "a massa", quindi fu chiaro che anche le unità che dovevano contrastarle (cacciatorpediniere, torpedo destroyer in inglese, poi contratto semplicemente in "destroyer") dovevano essere impiegate con gli stessi criteri. Per questo motivo furono create delle squadre (flottilla) di cacciatorpediniere composte da una decina di unità. Nel corso della prima guerra mondiale apparve subito chiaro che una flottilla aveva bisogno di un'unità più grande di un cacciatorpediniere per il coordinamento tattico durante l'azione, quindi fu inserito in ogni flottilla un incrociatore leggero con il compito di "destroyer leader" (conduttore di squadra). Nel corso della guerra la consistenza delle singole squadriglie salì fino ad avere anche più di 20 unità per flottiglia.
Le squadre disponibili all'inizio della guerra erano nove, numerate da uno a nove, due con compiti di scorta della Grand Fleet, una nel Mediterraneo, sei in varie basi del Regno Unito. Ventisette cacciatorpediniere non erano inquadrati ma distribuiti fra varie basi locali dell'Impero britannico. Nel corso della guerra le flottiglie furono portate a 14 ed i cacciatorpediniere non inquadrati salirono a 48.
Dopo la prima guerra mondiale le flottiglie furono ridotte e, a partire dalla classe Shakespeare, non vennero più utilizzati come conduttore di squadra incrociatori leggeri (troppo evidenti dentro la squadra di navi di minore tonnellaggio), ma cacciatorpediniere attrezzati in modo particolare, fino ad arrivare nel 1929 con i cacciatorpediniere classe A ad avere come conduttori di squadra navi della stessa classe di quella dei componenti la squadra stessa, con l'unica differenza degli allestimenti interni. Nel 1925 le flottiglie erano solo sei, 4 nel Mediterraneo e 2 nell'Atlantico. All'inizio della seconda guerra mondiale le flottiglie erano state portate a 12, con ogni flottiglia su unità di una sola classe, le flottiglie da 1 a 5 erano dislocate nel Mediterraneo, quelle da 6 a 9 erano organiche alla Home Fleet, la 21 in Estremo Oriente e la 17 e 19 in riserva. Ogni flottiglia era composta da 8 unità, sotto il comando di un destroyer leader comandato da un capitano di vascello (captain), operativamente la flottiglia poteva operare in due sezioni (division), con la seconda comandata dal capo sezione (half-leader o divisional leader).
Con l'inizio della seconda guerra mondiale fu necessario sia costituire nuove squadre sia ridistribuire le varie navi nelle squadre a causa degli eventi bellici. All'inizio del 1940 le squadre erano 21, con 14 cacciatorpediniere in Estremo Oriente. Nel frattempo era comparso in tutta la sua gravità il problema degli U-Boot, quindi una aliquota consistente (4 flottiglie) fu spostata alla scorta dei convogli, non inquadrata nelle forze da combattimento. 
Nella primavera del 1945 l'organizzazione della flotta assegnava le squadre 2, 6, 17, 23 organiche alla Home Fleet; le squadre 3, 5, 12, 14, 18, 22 alla Mediterranean Fleet; le squadre 4, 25 e 27 alla Pacific Fleet; le squadre 7, 10, 11, 24, 26, 16 più i gruppi di scorta (18 cacciatorpediniere) alle Indie Occidentali; le rimanenti navi ai comandi locali.

#### La fregata nella marina moderna

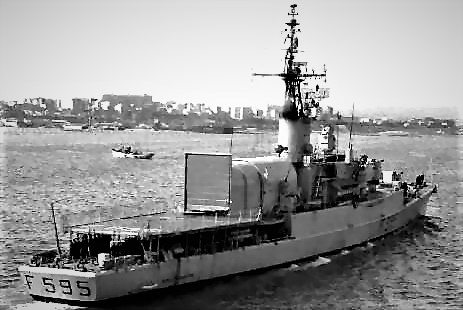
Le fregate classe Bergamini, prime unità del genere ad avere un ponte elicotteri

I cacciatorpediniere, essendo nati come unità di squadra, dovevano avere una velocità ed un dislocamento adeguati ad operare insieme ad unità maggiori veloci, come le portaerei e gli incrociatori, ma anche le corazzate più moderne. Questo, in definitiva, le rendeva delle unità costose, per cui gli statunitensi prima e gli altri paesi poi cominciarono a costruire unità più leggere e con un apparato motore meno potente e complesso; queste unità vennero denominate "caccia di scorta" (destroyer escort, DE) in contrapposizione ai "caccia di squadra" (DD nella denominazione statunitense), ma successivamente, a cominciare dalla Royal Navy, vennero denominate fregate (frigates) già dal 1944. Progressivamente, quasi tutte le marinerie si sono allineate nella nomenclatura. Fa eccezione la Marina Russa (ex sovietica) dove la classificazione avviene sulla base ai compiti assolti e per la quale la NATO ha assegnato per comodità classificazioni alternative conformi agli standard occidentali, non senza alcune incertezze.

## Guerra fredda

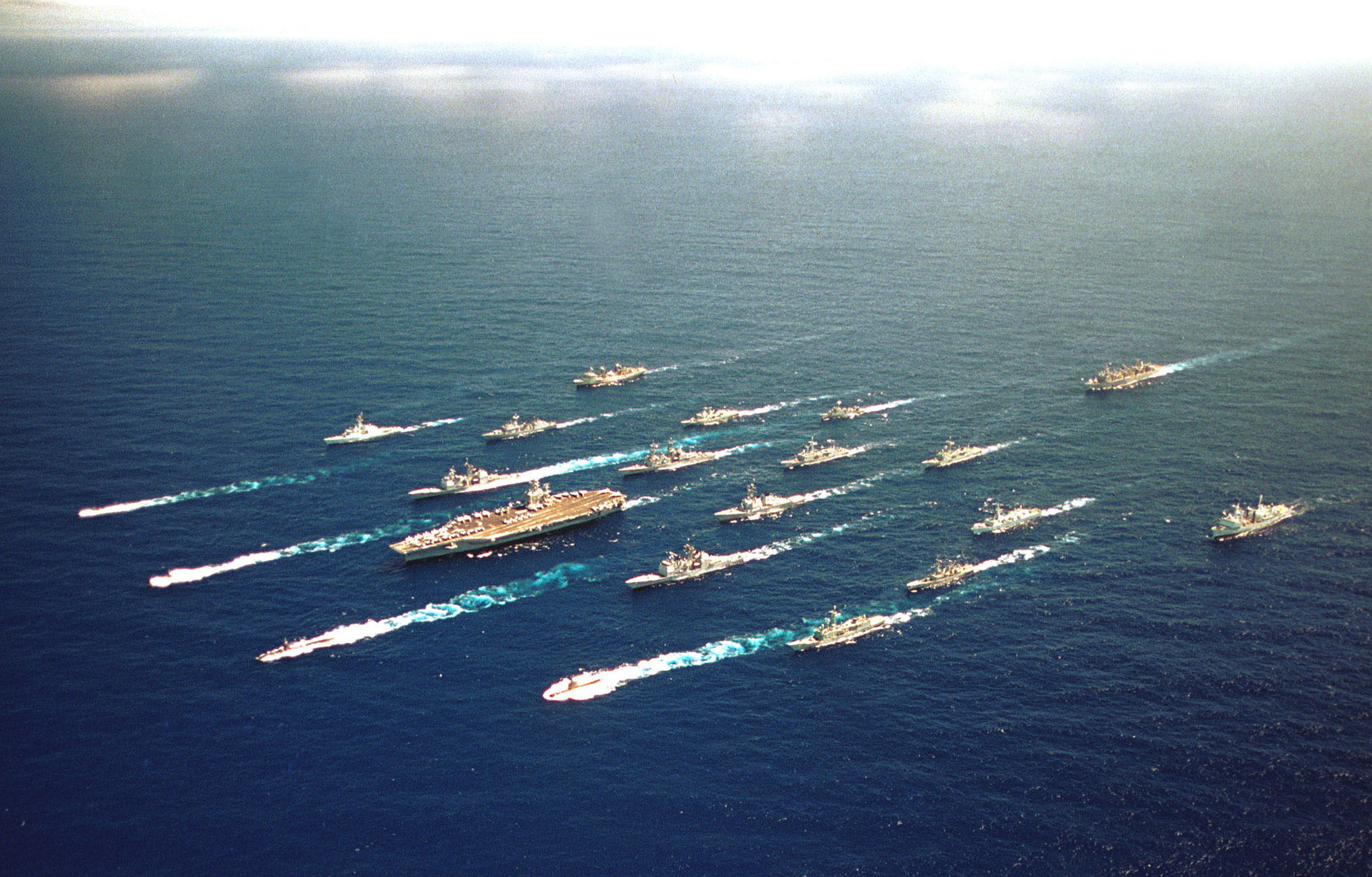
Il gruppo di battaglia della portaerei USS Lincoln, in formazione ristretta a beneficio del fotografo; ai due lati della portaerei, due navi AEGIS.

### Le navi di superficie
Gli statunitensi svilupparono il concetto di "gruppo da battaglia di portaerei", con al centro una o più di queste unità, circondato da un primo anello di unità antiaeree, come cacciatorpediniere e incrociatori lanciamissili. Venne sviluppata la specifica classe Ticonderoga, dopo gli incrociatori sperimentali a propulsione nucleare Virginia, California, Bainbridge e Truxtun; nel secondo anello venivano poste unità antisommergibili come cacciatorpediniere della classe Spruance e fregate della classe Knox e successivamente Perry. La squadra era completata da sommergibili d'attacco a propulsione nucleare, capaci di tenere il passo della squadra e di svolgere un pattugliamento avanzato, e da una o più navi rifornitrici di squadra, petroliere e porta munizioni, per un totale di almeno una quindicina di navi. Il gruppo da battaglia, che imbarcava uno stormo aereo con capacità di bombardamento nucleare, divenne uno strumento di "proiezione di potenza" capace di colpire dal mare bersagli a distanza di centinaia di chilometri. Tale schema venne poi adottato più o meno universalmente dalle principali marine del mondo.

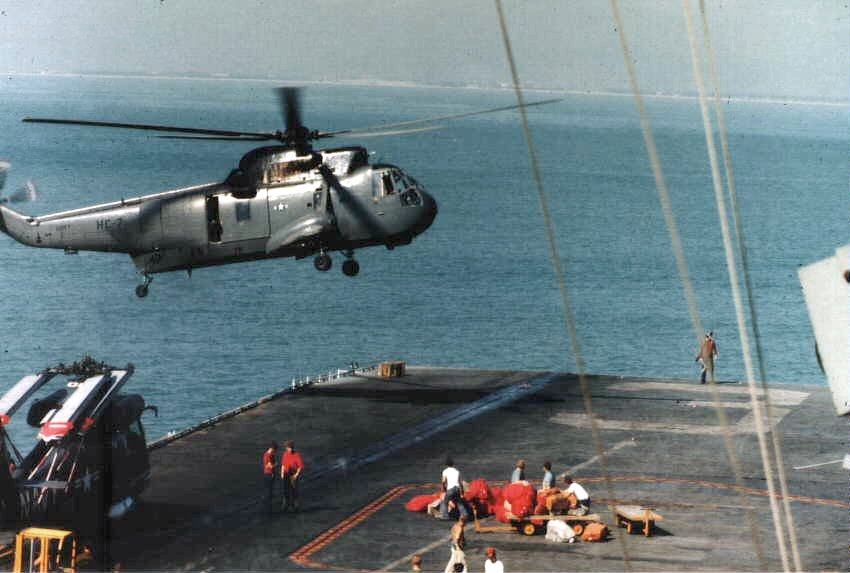
Un S-61 utilizzato nel ruolo di ricerca e soccorso degli equipaggi in difficoltà durante la guerra del Vietnam negli anni sessanta.

Con l'introduzione dell'elicottero, l'aviazione navale guadagnò un nuovo potente strumento in grado di operare dalle portaerei, che ne ospitavano diversi tipi specializzati per la lotta antisommergibile (come l'SH-2, l'SH-3 o il recente SH-60 SeaHawk) o per il SAR (come l'HH-3) o ancora per il trasporto truppe (come il CH-46 Sea Knight).

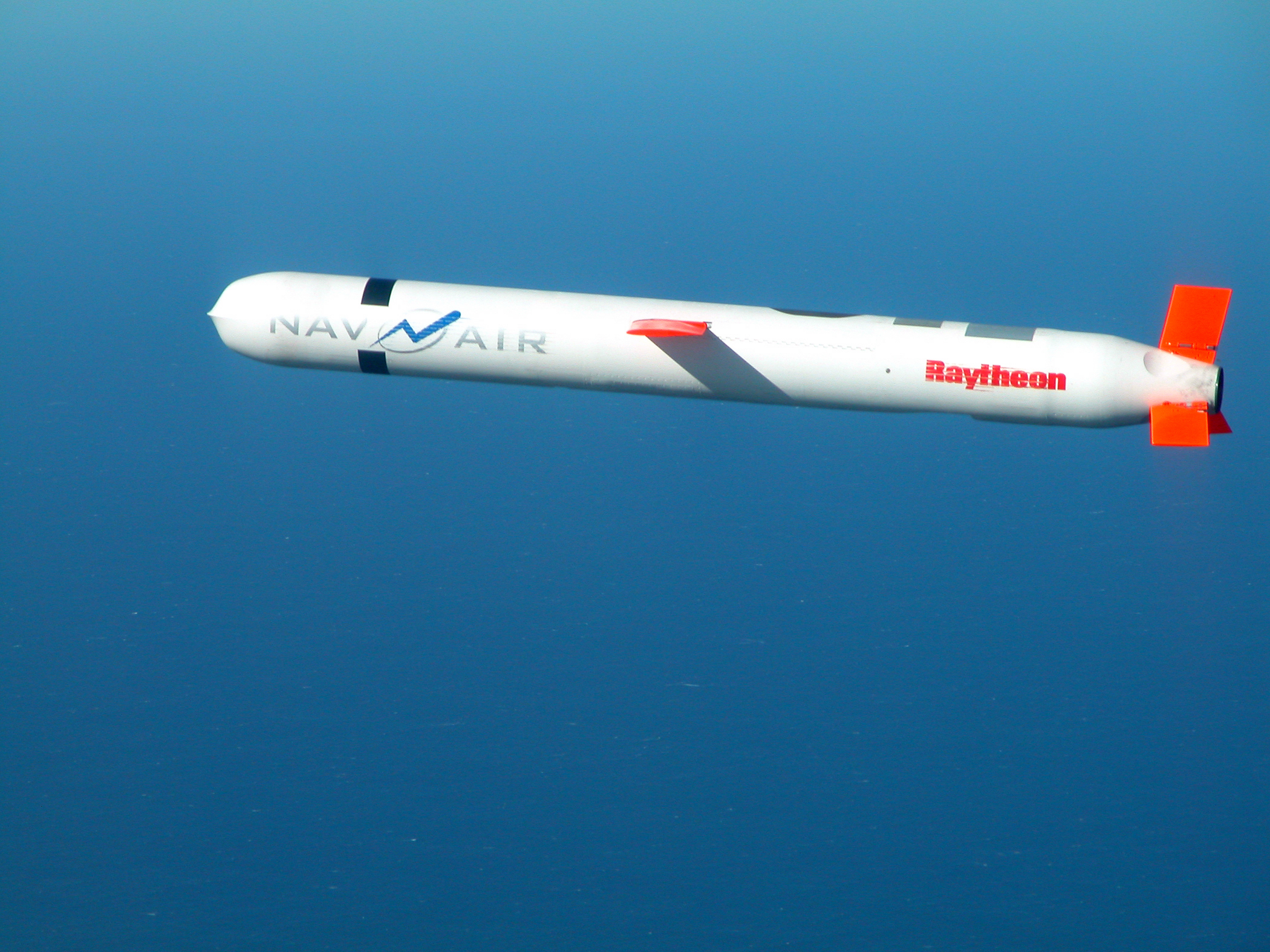
Un missile da crociera Tomahawk Block IV

Gli elicotteri iniziarono a operare anche da unità più leggere come fregate e cacciatorpediniere: il primo esempio al mondo di fregata portaelicotteri fu l'italiana classe Bergamini e oggi tutte le navi della Marina Militare italiana, dalle fregate fino agli incrociatori, prevedono elicotteri in dotazione.
Le portaerei continuarono ad operare come punto centrale delle task force, anche se vi fu un aumento della capacità offensiva delle navi dovuto ai missili da crociera. Si assistette quindi a una riduzione complessiva della stazza di riferimento per l'impiego tattico, dove gli incrociatori presero il posto delle corazzate, i cacciatorpediniere quello degli incrociatori, le fregate quello dei cacciatorpediniere.
Anche le navi da sbarco evolsero verso navi di tipo polivalente con una propria capacità aerea sia verticale che STOL (dalla statunitense classe Tarawa fino alla italiana Nave Cavour) e bacini allagabili interni. Negli anni settanta e successivi vennero sviluppate specifiche navi comando come la statunitense USS Blue Ridge, o riadattate navi obsolete per la normale operatività, come in Italia la fregata Alpino, della classe omonima.

### Le unità subacquee

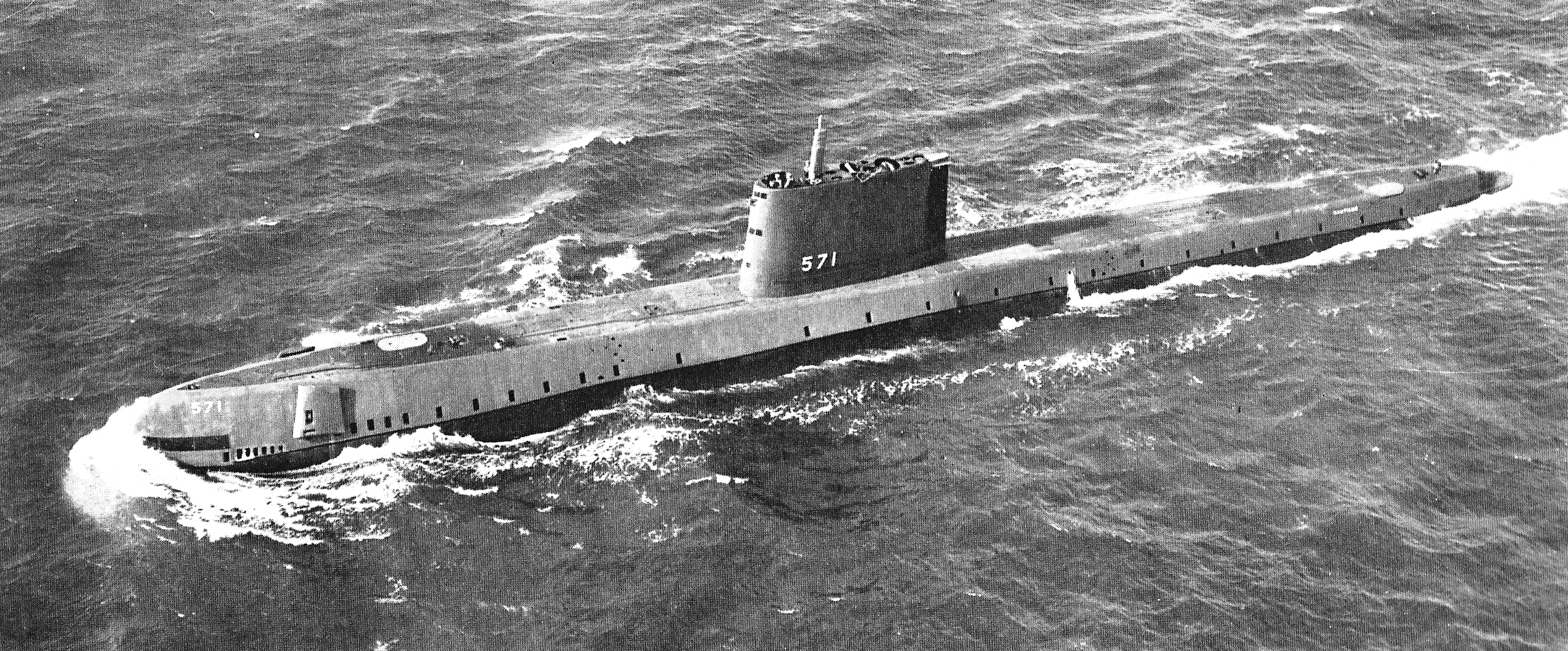
Una immagine del Nautilus durante le prove in mare nel 1954

Dopo la seconda guerra mondiale il sottomarino acquisì capacità strategiche di deterrenza, potendo lanciare missili balistici (SSBN). Vennero realizzate unità a propulsione nucleare che, a cominciare dalla USS Nautilus, iniziarono ad operare in tutte le condizioni e latitudini, non dovendo emergere per ricaricare le batterie. Le operazioni con flottiglie di sottomarini, già inaugurate durante la seconda guerra mondiale dalla Kriegsmarine tedesca con i wolfpack (branchi di lupi dell'ammiraglio Karl Dönitz, vennero incrementate soprattutto dalla flotta sovietica, mentre le unità NATO continuarono ad operare in modo isolato per diverse scelte strategiche.
Un fattore molto importante fu lo sviluppo della Marina sovietica con una componente sottomarina più importante di quella di superficie, che prese il posto della flotta tedesca come minaccia storica alle linee di comunicazione dei paesi occidentali.

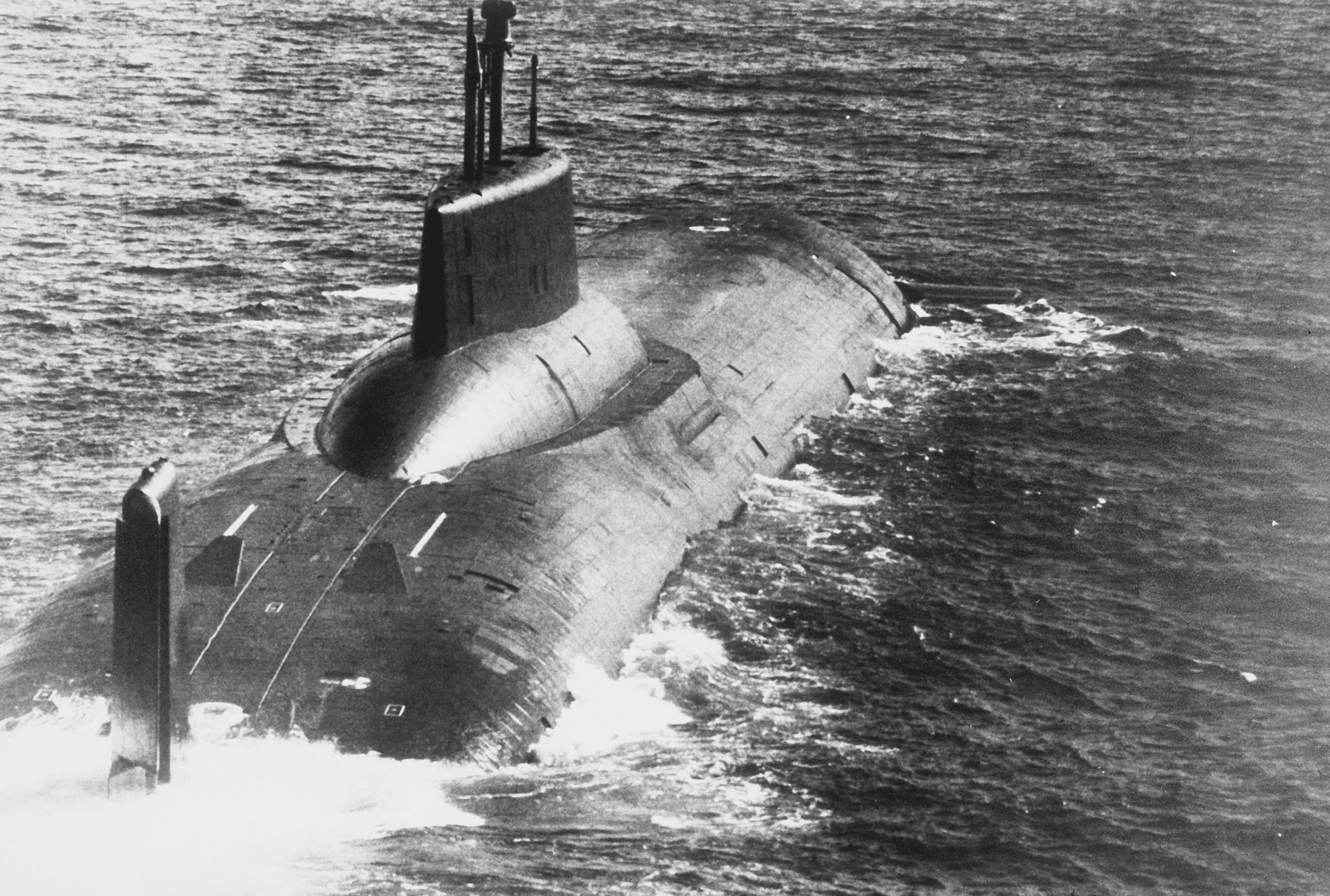
Un Typhoon in navigazione

La prima classe di mezzi subacquei a propulsione nucleare sviluppata dai sovietici fu la classe November (nome dato dalla classificazione NATO) che con i suoi due reattori ad acqua pressurizzata VT-1 era in grado di lanciare in immersione l'unità ad oltre 30 nodi, costituendo una seria minaccia ai gruppi da battaglia NATO. Questo venne però ottenuto al prezzo di svariati incidenti ai reattori, molti dei quali con morti e con due affondamenti, uno di una unità operativa ed un altro di un battello avviato verso il cantiere di demolizione. Anche i sottomarini lanciamissili balistici passarono dalle classi Golf a propulsione convenzionale, cioè diesel-elettrica (SSBK), alla propulsione nucleare; l'evoluzione graduale partì con la creazione della classe Hotel per arrivare alle classi Delta I/IV e Typhoon (Tifone) (reso celebre dal film Caccia a Ottobre Rosso).
Vi fu un ulteriore sviluppo anche dei sottomarini lanciamissili, classificati come SSGN (come la classe Oscar, alla quale apparteneva il Kursk), che potendo lanciare missili da crociera coniugavano capacità strategiche e tattiche (gli Oscar servivano principalmente a contrastare le grandi portaerei nucleari statunitensi, un tipo di unità che i sovietici non hanno mai avuto). Molto importanti continuarono ad essere gli SSN per la loro capacità di trasportare missili da crociera con la possibilità di attaccare obiettivi terrestri.

## Oggi

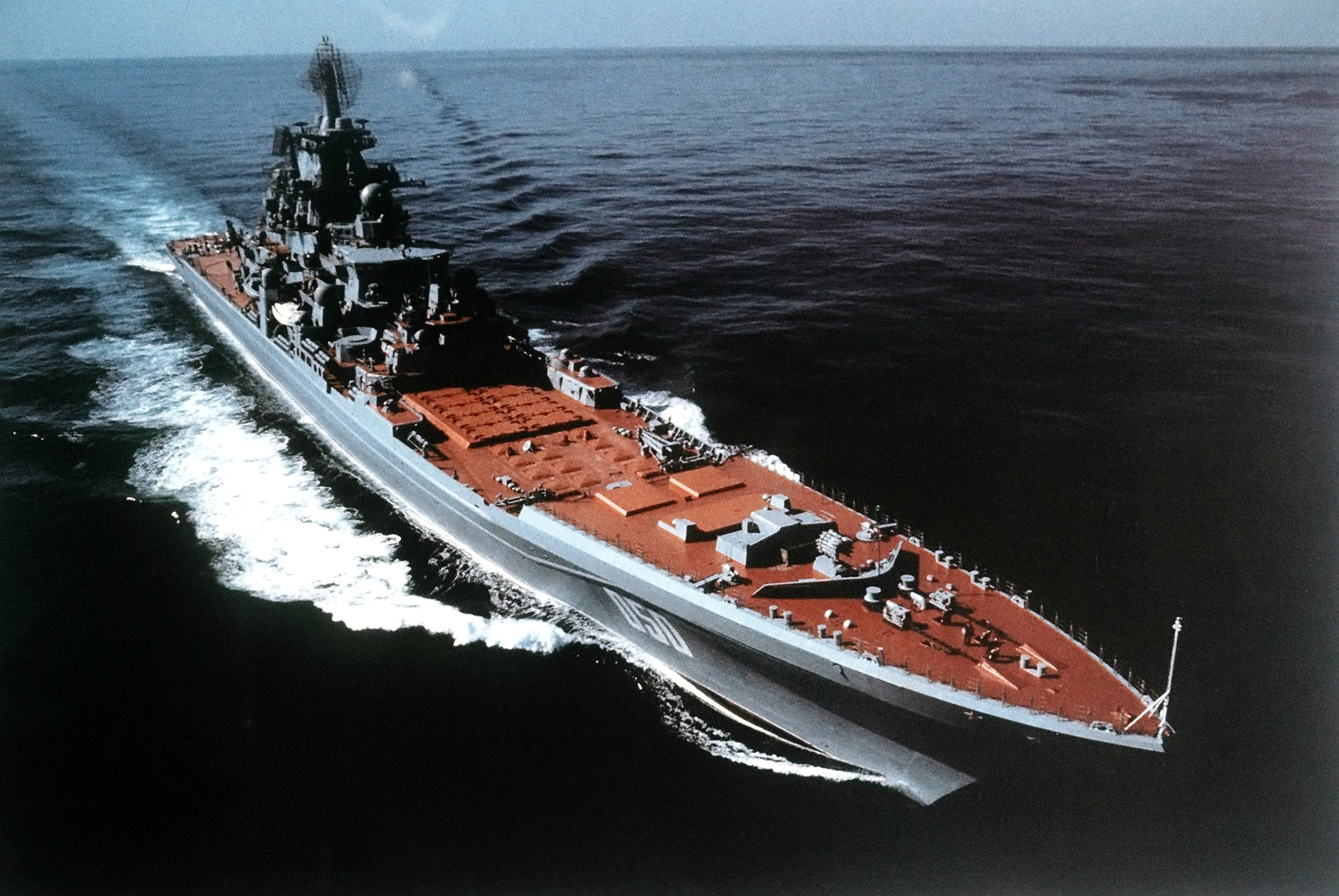
Incrociatore della classe Kirov visto da prua, con le batterie di missili sottocoperta Silex, SA-N 6 e SS-N 19

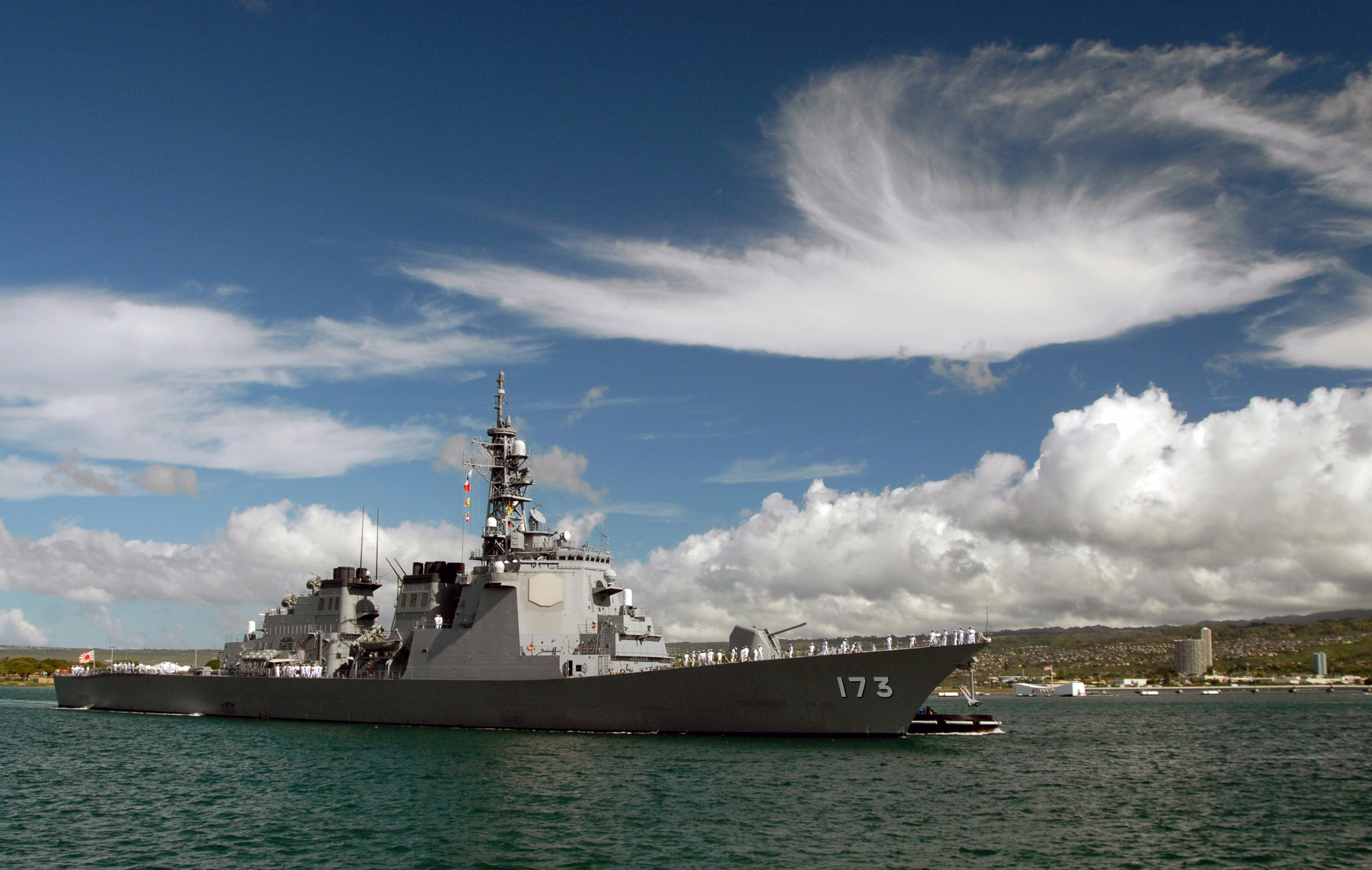
Il cacciatorpediniere missilistico giapponese Kongo

Nel periodo contemporaneo continua l'utilizzo delle forze navali come task force, che possono essere anche molto ridotte per operazioni di controllo sui nodi nevralgici del commercio. La prima guerra del Libano (1982) vide il ritorno della corazzata per il bombardamento terrestre, oltre che come piattaforma di lancio di missili da crociera. Tuttavia, le ultime navi da battaglia in servizio della classe Iowa sono state tutte radiate nei primi anni novanta, dopo aver partecipato alla prima guerra del Golfo: esse erano tornate in servizio negli anni ottanta per contrastare gli incrociatori da battaglia sovietici della classe Kirov.
Le unità navali militari in servizio sono riassumibili in tre categorie:
- unità di superficie: portaerei, incrociatori, cacciatorpediniere, fregate, corvette, pattugliatori, cacciamine, navi anfibie.
- unità subacquee: SSBN, SSGN, SSN, SSK.
- unità ausiliarie e di supporto: navi per rifornimento, navi logistiche, navi idrografiche e oceanografiche, rimorchiatori, navi spia, navi scuola, navi ospedale, ecc.

### Le navi di superficie
Le tendenze navali attuali vanno nel senso di una riduzione delle dimensioni delle navi (con l'eccezione delle portaerei): le navi più grandi in servizio sono oggi gli incrociatori, di cui però non è prevista la costruzione di nuove classi. Questo è dovuto al fatto che ai giorni nostri la potenza di una nave non è più legata alle sue dimensioni e vi è una differenza rispetto alle vecchie navi armate solo di cannoni: i missili occupano meno spazio e sono in grado di provocare danni più ingenti. A queste nuove tendenze non è estranea l'attuale politica dei Paesi più sviluppati per la riduzione dei costi per la Difesa. Va però tenuto presente che sono in aumento anche le dimensioni dei cacciatorpediniere contemporanei, come gli Arleigh Burke statunitensi, i Kongō giapponesi e i russi della classe Sovremenny che arrivano alle 9000 tsl, quasi quanto un incrociatore statunitense della classe Ticonderoga, e la classe Orizzonte italo-francese supere le 7000 tsl. Anche la stazza delle fregate, a partire dalla guerra delle Falkland è in aumento, in quanto si è visto che una fregata leggera come quelle della classe Type 12 non poteva sopravvivere a un missile: fu in base a questa considerazione che furono realizzate la statunitense classe Perry da 3500 tsl e la britannica Type 23 da 5000 tsl. Le fregate italo-francesi #FREEM hanno un tonnellaggio di 6 900 tonnellate.

### Le unità subacquee
Per quanto riguarda le unità subacquee, nel campo dei SSN troviamo la classe più numerosa nella statunitense Los Angeles, costantemente migliorata ed arrivata alle oltre cento unità, alcune delle quali ora in riserva, e la nuova classe Virginia. Per continuare con le russe Akula e Severodvinsk (attualmente in fase di sviluppo), e la britannica classe Trafalgar, tutti battelli da ben oltre 5000 tonnellate di stazza. Per le unità convenzionali, lo sviluppo delle celle a combustibile ha dato nuovo impulso allo sviluppo di unità in grado di restare in immersione vari giorni senza dover essere obbligati ad emergere per ricaricare le batterie; un esempio è la classe U-212 di progettazione tedesca alla quale appartengono anche le unità della Marina Militare Italiana Salvatore Todaro e Scirè.

### Organica
| Nome unità             | Tipo di navi                          | Numero di navi                                       | Comandante                                                                  |
| ---------------------- | ------------------------------------- | ---------------------------------------------------- | --------------------------------------------------------------------------- |
| Marina militare        | Tutte le navi                         | Più di 2 flotte                                      | Ammiraglio della flotta o Ammiraglio (OF-9)                                 |
| Flotta                 | Tutte le navi di una regione          | Più di 2 task forces                                 | Ammiraglio (OF-9) o Viceammiraglio (OF-8)                                   |
| Task force             | Tutte le grandi navi di una tipologia | Più di 2 task groups                                 | Viceammiraglio (OF-8)                                                       |
| Task group             | Un gruppo di navi complementari       | Più di 2 task units o squadroni                      | Retroammiraglio (OF-7)                                                      |
| Task unit o Squadrone  | Di solito capital ships               | Un piccolo numero di navi                            | Retroammiraglio (OF-6) o Commodoro (OF-6) o Ammiraglio di flottiglia (OF-6) |
| Task unit o Flottiglia | Di solito non capital ships           | Un piccolo numero di navi simili o dello stesso tipo | Retroammiraglio (OF-6) o Commodoro (OF-6) o Ammiraglio di flottiglia (OF-6) |
| Task element           | Una singola nave                      | Una nave                                             | Capitano (OF-5) o Comandante (OF-4)                                         |

## Situazione delle Squadre navali delle Grandi Potenze nel 1860
- Stati Uniti d'America
  - dell'Oceano Atlantico (Home Squadron)
  - delle coste del Brasile
  - dell'Oceano Pacifico
  - del Mar Mediterraneo
  - delle Indie orientali
  - delle Coste dell'Africa.
- Regno Unito di Gran Bretagna
  - Gran Bretagna e Irlanda
  - Malta e Mediterraneo
  - Nord America e Indie occidentali
  - Mari del Sud
  - Coste sudest dell'America
  - Indie orientali e Cina
  - Australia
  - Capo e Costa occidentale dell'Africa.
- Impero Francese
  - Levante
  - Cina e Indocina
  - Islanda
  - Coste occidentali dell'Africa
  - Coste orientali dell'Africa
  - coste occidentali dell'America e Oceania
  - Terranova
  - Brasile e Rio de la Plata
  - Antille, Golfo del Messico e America del nord.
- Regno di Spagna
  - L'Avana
  - Porto Rico
  - Filippine
  - Mediterraneo.
- Impero Russo
  - Baltico
  - Mar Caspio
  - Mar Nero
  - Kamchatka e Siberia orientale.